# قلعة رودخان
قلعة رودخان هي من أكبر القلاع العسكرية التاريخية القديمة في إيران، حيث يعود قِدمُها إلى فترة العصور الوسطى وتم بنائها خلال حقبة الحكم الساساني وتمت إعادة بناء القلعة في أيام السلاجقة وكانت على مدى عصور وادوار تأريخية معقلاً لحكام وامراء جيلان. تبلغ مساحة القلعة 50 ألف متر مربع، كما وان ارتفاعها عن سطح البحر يتراوح مابين 655 إلى 715 متراً، كما وتحتوي القلعة على 65 برجاً وتحصيناً وكذلك السور المنيع المحيط بها والبالغ  طوله 1550 متراً ممتد على طول الجبل ويمر من مناطقه المرتفعة والمتعرجة ويناغم الطبيعة الحاكمة فيه. تم استعمال الصخور في بناء القلعة وفي الاجزاء المعرضة لتاثيرات الطبيعة تم استعمال الصخور مع مادة الساروج، كما وان الابراج والغرف تم استخدام الحجر والساروج في بناءها. أن ارتفاع الجدران فيه مختلف ويترواح بين 3 إلى 10 أمتار وكذلك سماكته تختلف باختلاف مناطق عبوره.

## التسمية
في الجزء الشمال الغربي للقلعة  وفي وادٍ جميل يجري نهر يُطلَق عليه اسم نهر رودخان وكلمة «رود» في اللغة الفارسية تعادل كلمة «النهر» في العربية، إذن وقوع القلعة هنا أدّى إلى تسميتها بقلعة رودخان أي قلعةٌ تقع بجانب نهرٍ، إضافةً إلى هذا تسمى هذه القلعة باسم آخر وهو قلعة حسامي وذلك بسبب الإنجاز الذي قام به السلطان حسام الدين أمير دباج بن أمير علاء الدين الاسحاقي  حينما أمر بتجديد القلعة مقارنةً مع سنة 918 إلى 921 الهجرية القمرية. اما السكان المحليين وعلى مر العصور فيسمونها بقلعة الألف خطوة وذلك بسبب وقوع ممشى التنزه المرتفع إلى الأعلى نحو القلعة على طول قمتين للجبال الخضراء، الأمر الذي دعى السكان المحليين إلى تسميتها بهذا الأسم، وكذلك يدعونها باسم سكسار ايضاً.

## الموقع
تقع قلعة رودخان على بعد 20 كيلومتر جنوب غرب منطقة فومن الكائنة في محافظة جيلان في شمال إيران، وتَبعُد 25 كيلومتر عن مدينة ماكلوان و 45 كيلومتراً عن مدينة ماسولة السياحية و 20 كيلومتراً عن شفت حيث تقع هذه القلعة في أعالي جبال فومن المكتظة بالأشجار. حيث يكتظ الطريق المؤدي من قرية رودخان إلى هذه القلعة بأشجار الغابة الكثيفة، وفي جانبه نهرٌ يجري فيه ماءٌ عذب، فضلاً عن وجود شلالات صغيرة في الطريق.
إن السواح والراغبين في الوصول إلى القلعة بعد العبور من مدينة فومن يجب عليهم السير نحو الجنوب وبعد العبور من قرى كشت، كردمحله، كشت رودخان، سيه كش، كوراب بس، ملسكام، سعيد اباد، سيصلون إلى قرية حيدرأباد وبعد المرور من وسط القرية والعبور من غابة قلعة رودخان يجب عليهم السير على الأقدام مسافة 1.5 كيلومتر للصعود إلى القلعة حيث يوجد سلم يصل اليها.

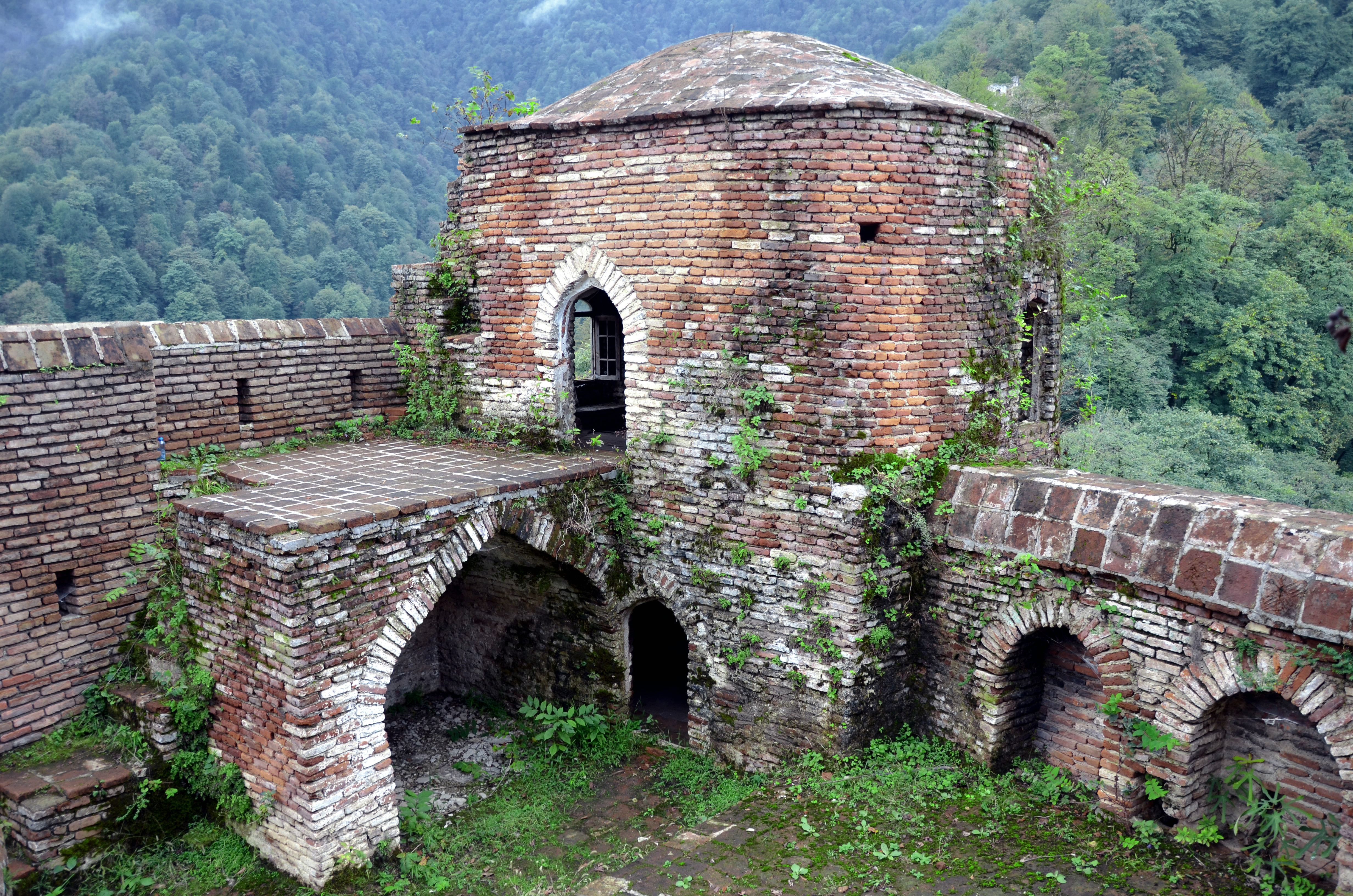

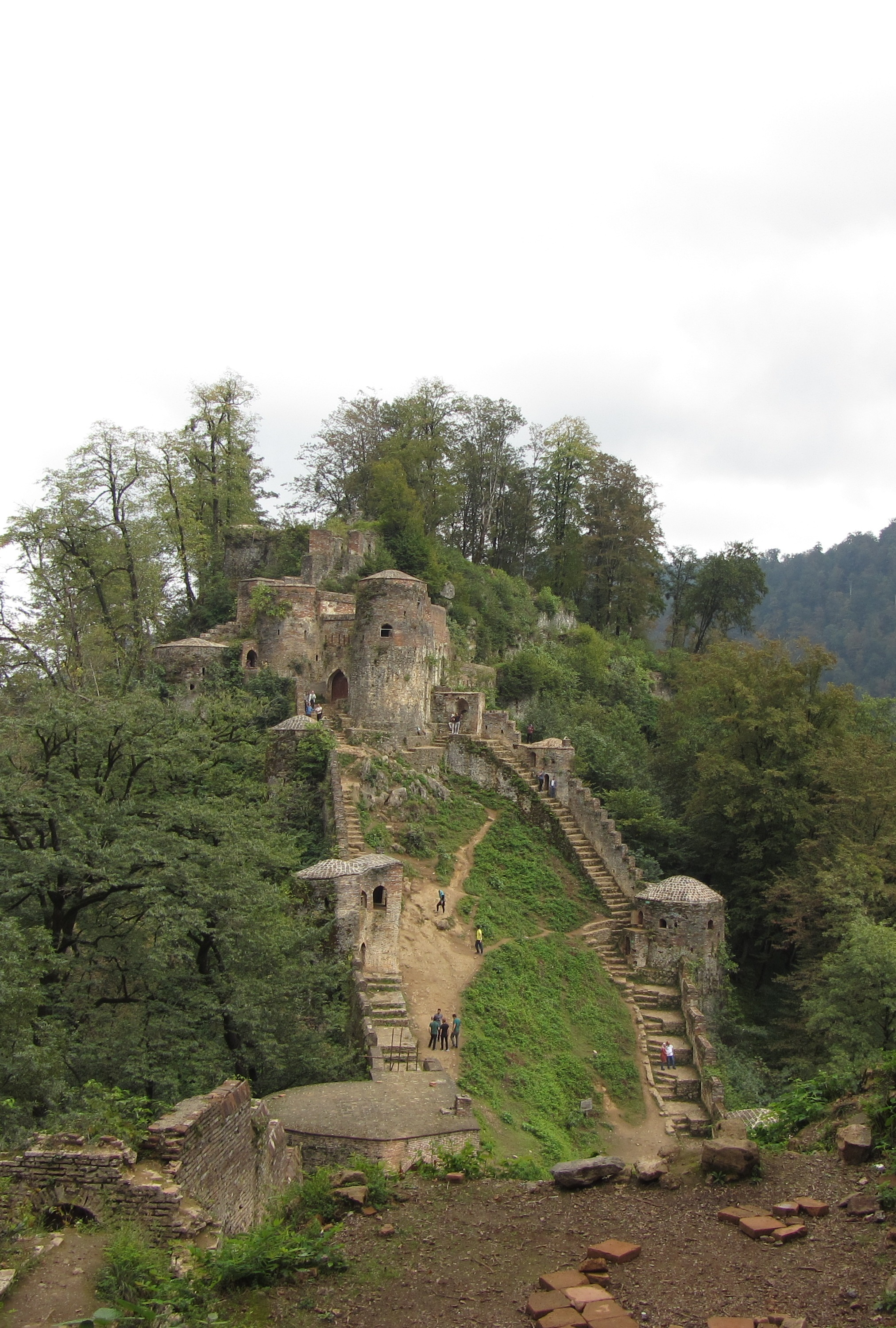
منظر لقلعة رودخان العسكرية

## الاكتشاف والتاريخ
أول من اكتشف هذه القلعة، هو الباحث البولندي الاصل الكسندر شودزكو المعروف بـ «ختشكو»، وذلك في عام 1830م أثناء دراساته في جيلان، حيث سجل موقع هذه القلعة في مذكراته. وكتب شودزكو عن قلعة رودخان يقول: «هناك قلعة في أعالي جبل وفي الجزء العلوي من نهر بأسم رودخان، سطح القلعة مبنيٌ من الأحجار ويوجد في جانبي مدخل القلعة برجان دفاعيان قويان، ونقش على كتيبة المدخل: تم تجديد هذه القلعة لأول مرة عام 918 إلى 921 هـجري في زمن السلطان حسام الدين امير دباج بن امير علاء الدين اسحاقي».
ونظراً لأن مدينة فومن كانت وعلى مدى عصور عاصمة للحكومات المتعاقبة في جيلان، لذا تتضح اهمية قلعة رودخان أكثر فاكثر، وتأريخياً لم تتعرض هذه القلعة لأي هجوم منذ ان شُيدَت فبالإضافة إلى وقوعها وسط الغابات وتحصينها الجيد يوجد نهر ايضاً يعرف باسم رودخان غرب القلعة والذي ينبع من ارتفاعات جبل ماسولة وكان هذا النهر عائقاً أمام حركة جنود العدو نحو القلعة كما أن الغابات الكثيفة كانت هي الأخرى عائقاً أمام جنود العدو.

## مواصفات القلعة
تحاط القلعة بأبراج رصد تضم غرفاً ثمانية الأضلاع تغطيها أقواس رومانية على شكل قباب. كما تم بناء فتحات حول الجدران والابراج ينتهي انحدارها إلى خارج القلعة وذلك من اجل القاء المواد المنصهرة واطلاق السهام والرماح صوب المهاجمين. وجاء في تاريخ هذه القلعة أنه لم يتمكن الاعداء ولو مرة من فتح القلعة أو التغلغل اليها، ما يدل على مدى الخبرة والابداع والتقنية المعمارية والعسكرية التي كان يتمتع بها معماريو هذه القلعة. هذا وتوجد عين ماء في وسط القلعة هذه وتحديداً في أعمق نقطة لها.
يبلغ طول قلعة رودخان نحو 5 كيلومترات وعرضها يتراوح مابين 10 و 50 متراً ولها تحصينات مثل أبراج المراقبة والدفاع ونفق للخروج وسياج جبلي إضافةً إلى مخزن ماء ومدفئة وساحة ملكية ووقوعها في غابة مكتظة بالأشجار، كل ذلك يضفي على القلعة عظمةً وهيبةً اضافية.
هذا وأن التجانس الموجود مابين داخل القلعة المخصص للسكن والإقامة ومحيطها الخارجي الطبيعي واستخدام مدفئة وهندستها المعمارية الفريدة والتي تعود إلى ما قبل ألف سنة الماضية والتأقلم مع الايام الحارة والباردة في فصلي الصيف والشتاء واختيار موقع استراتيجي لبناء القلعة نظراً للذكاء العالي لدى معماريي ومصممي القلعة، كل ذلك يُعَد من روائع قلعة رودخان وعجائبها.

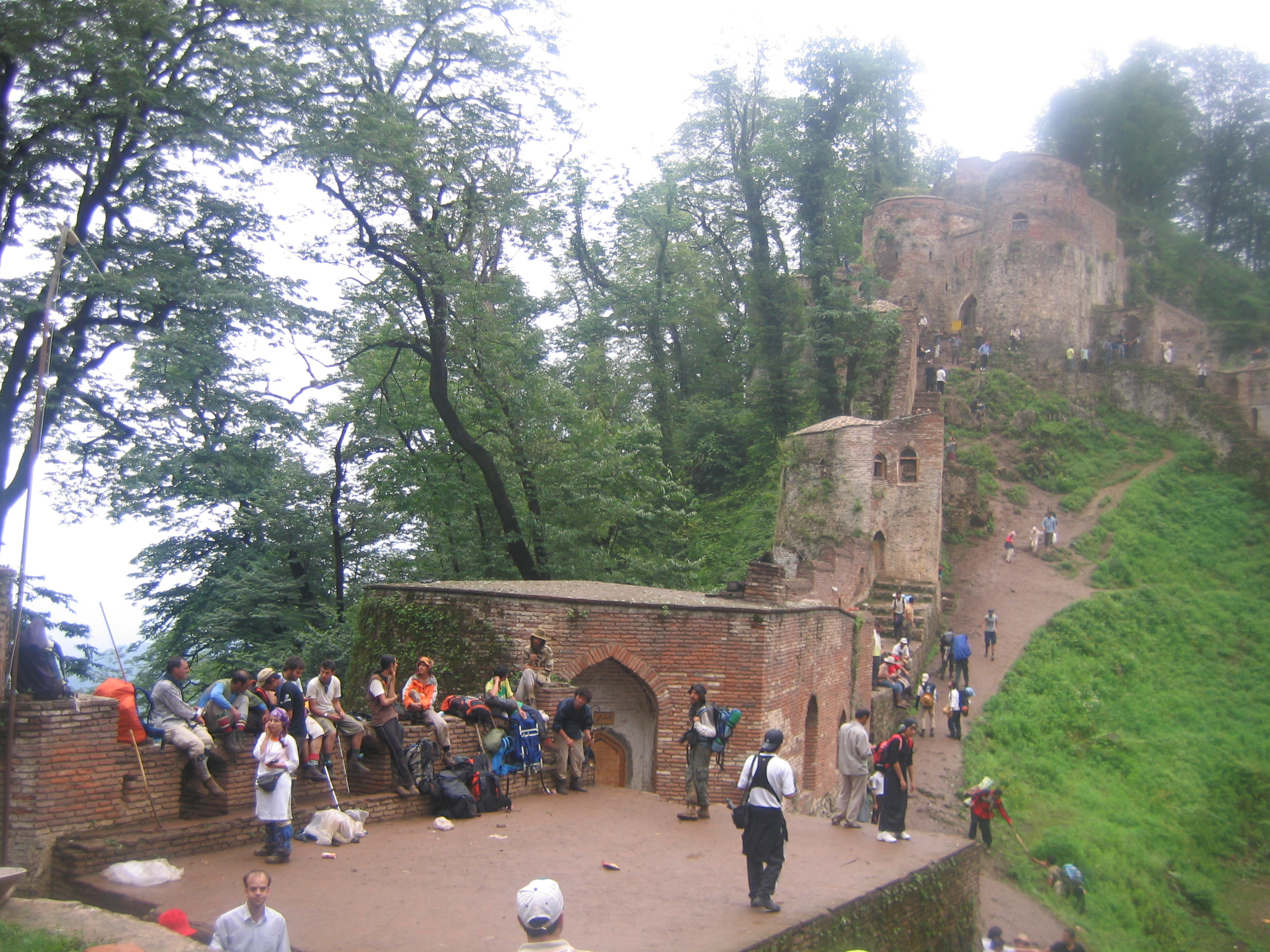
السياح في قلعة رودخان

## أقسام القلعة
تتكون القلعة من قسمين:
▪ القسم الشرقي: للجزء الشرقي للقلعة أقساماً عدة مثل بوابة الدخول والسجن وباب الطوارئ والحمام ومكان الصرف الصحي ووحدات سكنية. وكذلك تحتوي على الثكنة:
الثكنة: وهي المكان الذي كان الحراس يقيمون فيها ويمارسون أنشطتهم العسكرية. غير أن ثكنة الحراس بُنيَت في شرقها وبطابقين ايضاً وتضم نوافذ وفتحات عدّة لإدخال الضوء فيها، وبُنيَت ثكنة هذه القلعة بطريقة معمارية خاصة تشرف على جميع الجهات المحيطة بها.
▪ القسم الغربي: يشتمل على بوابة الدخول وعين ماء وحوض وخزان ماء ومبردة والصرف الصحي والغرفة الملكية ووحدات سكنية، جميعها محصنة بأبراج دفاعية. وكذلك تحتوي على الحصن:
الحصن: وهو مكان اقامة الملك وحريمه، وبُني الحصن في الجانب الغربي من القلعة ذات الطابقين من الآجر.

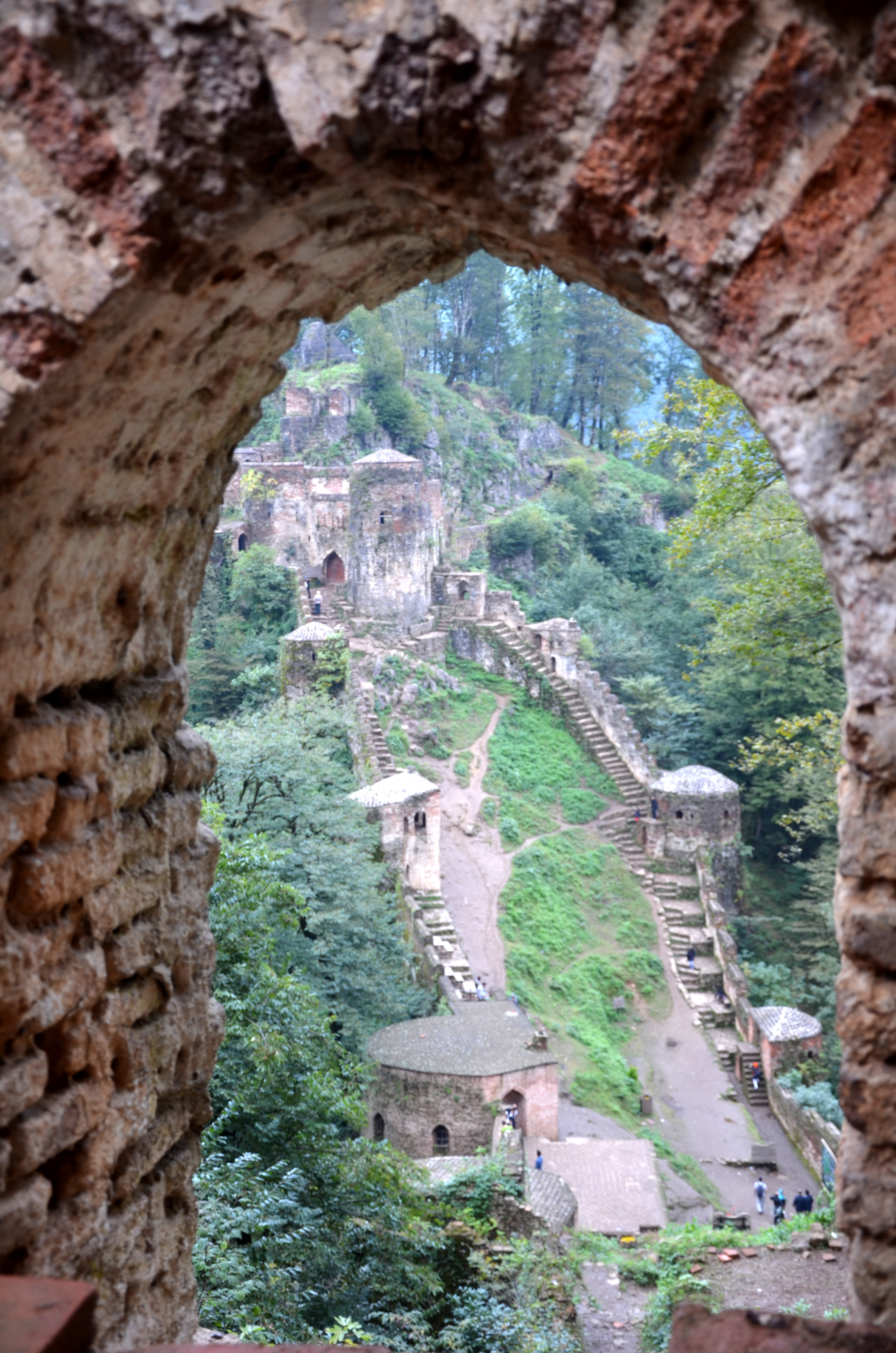

## تحصينها عبر تأريخها القديم
الموقع الاستراتيجي المثالي إلى جانب السياج الجبلي (السور) والأهم من ذلك النمط المعماري المدهش لاسيما الابراج العديدة والمتينة للغاية والجدران السميكة والطويلة التي كانت تتولّى مسؤولية المحافظة على  انحاء القلعة كلّها قد جعل  البناء حصناً حصيناً ومقرّاً عسكرياً منيعاً استفاد منه السلاطين والحكام طوال القرون المتمادية  دون أن يسمحوا لأحدٍ أن يتغلغل اليها بحيث يمكن رؤية الابراج تشتمل على الغرف  الثمانية الاضلاع المغطّاة بالاقواس الرومانية على شكل القباب لكي تزيد من عظمة المكان.

## مكانتها السياحية
إن قلعة رودخان راقدة على أعالي الجبل ولافتةٌ لانظار السائحين وساحرةً لأعينهم باعتبارها إحدى أقدم وأجمل وأكبر قلاع إيران العسكرية واكثرها سمعةً من حيث عمارتها وهندستها المذهلة ومتانتها الفريدة وإحاطتها باجواء طبيعية عذراء قلما نجد لها مثيل في شمال إيران من الغابات الكثيفة والمياه العذبة والجبال المخضرّة، وهذه الميّزات قد جعلها بناءً فريداً يُعَد من عجائب إيران والعالم ويعكس المستوى العالي للعبقرية والإبداع المتوفر لدى صانعيه ويعرض تقنياتهم المعمارية الرائعة. كل هذه الامور وغيرها ادى إلى انجذاب السياح إلى هذه القلعة بشكل كبير.

## معرض الصور

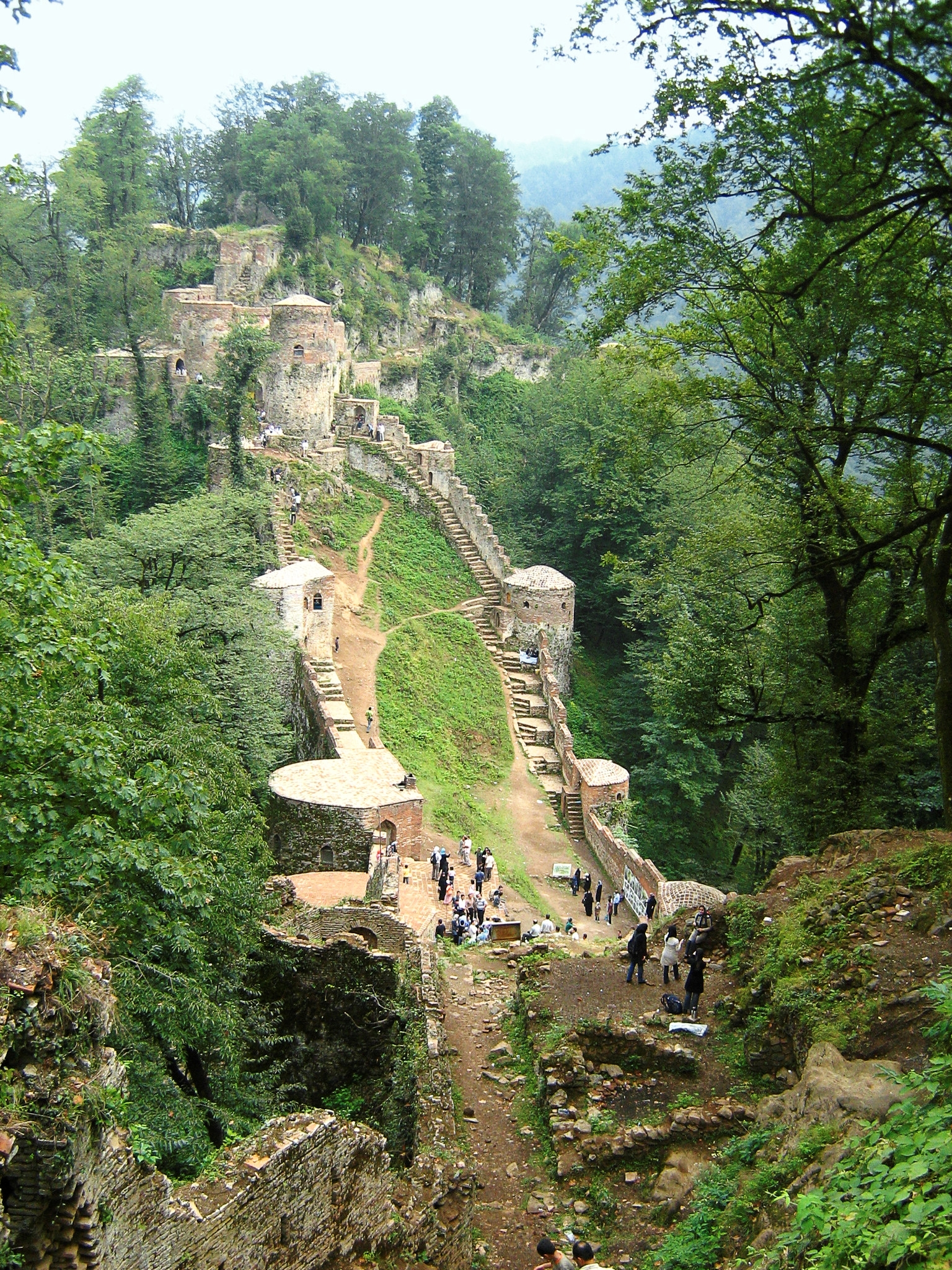
RudkhanCastle
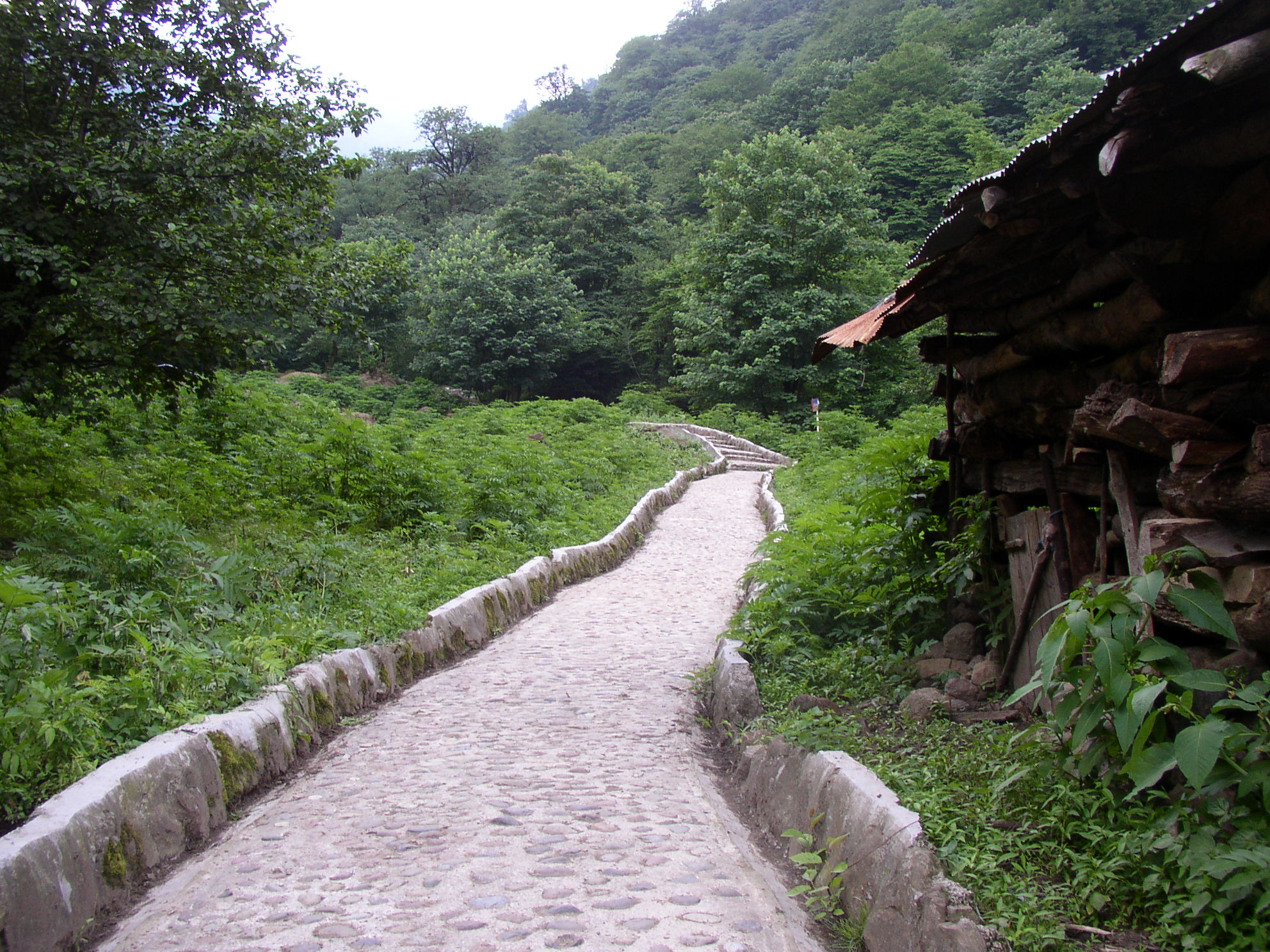
Parke-Ghale-RoodKhaan
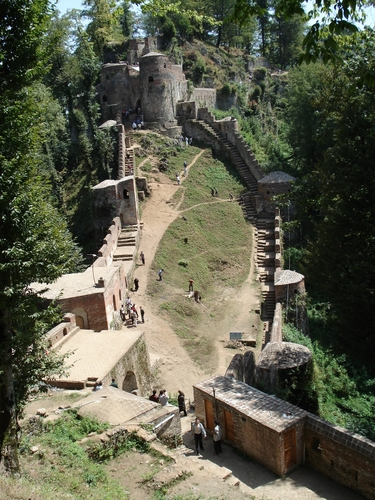
Ghaleroodkhan-1
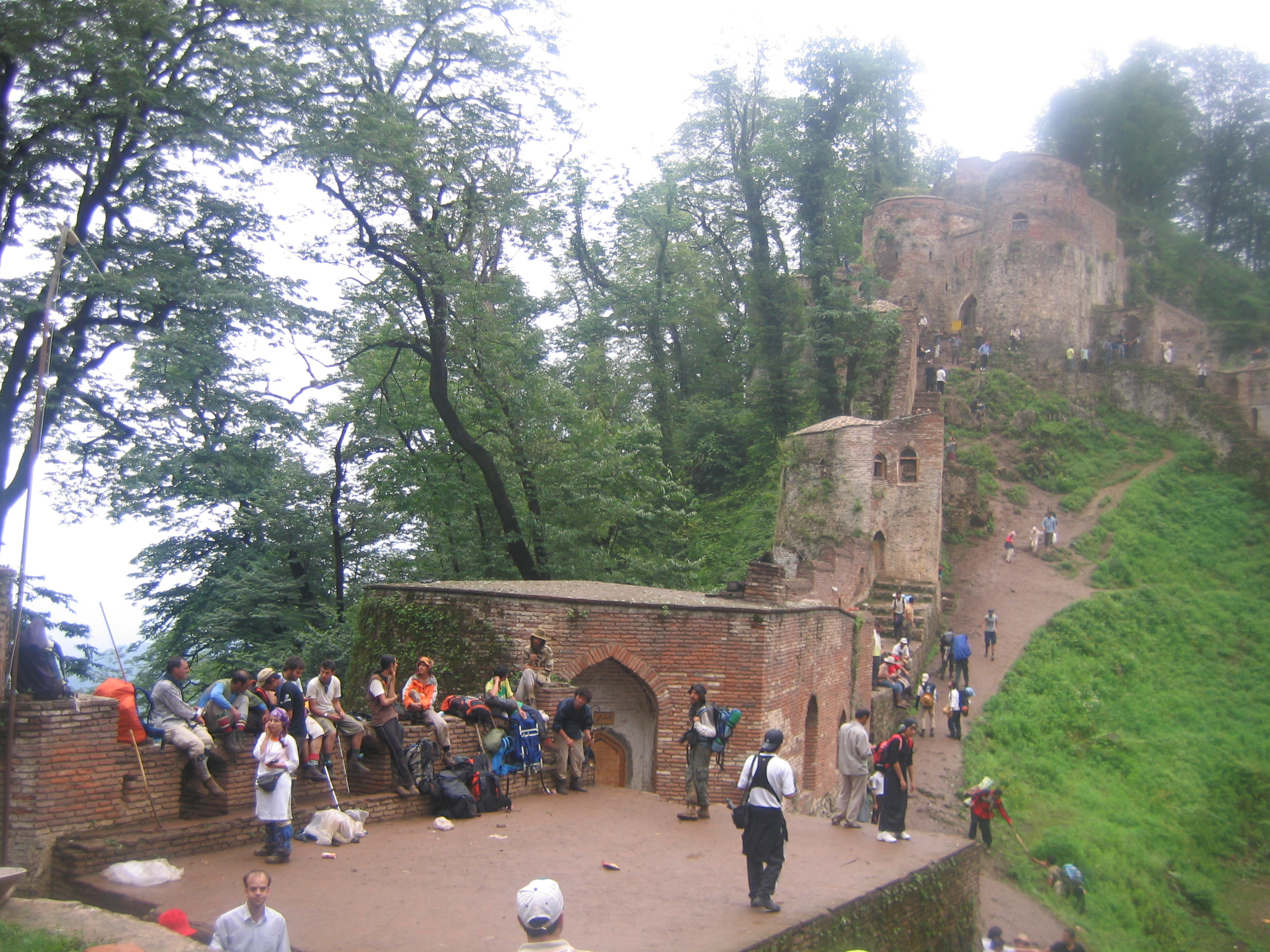
Rudkhancastele
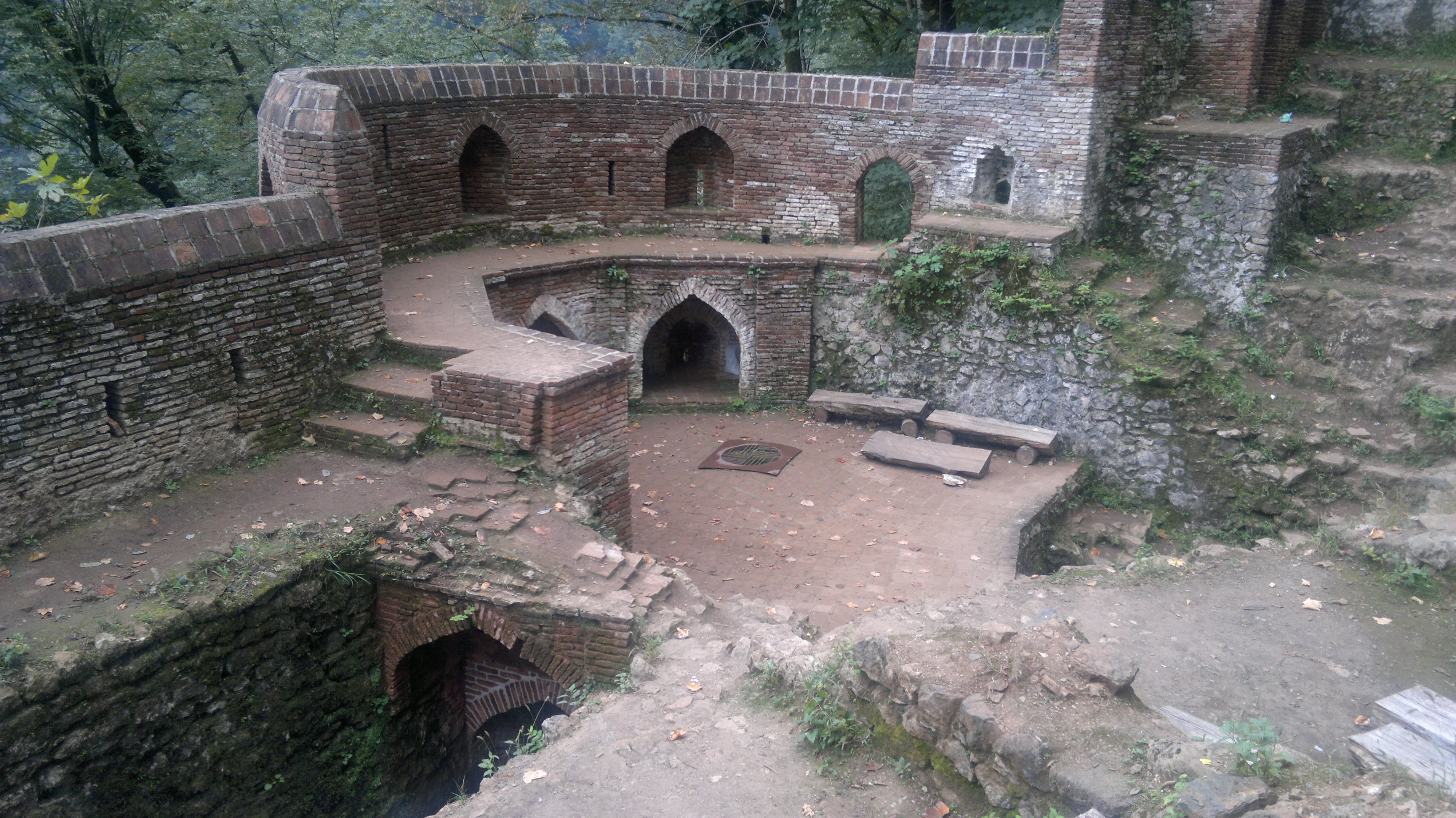
Ghale Roud Khan water resevoir
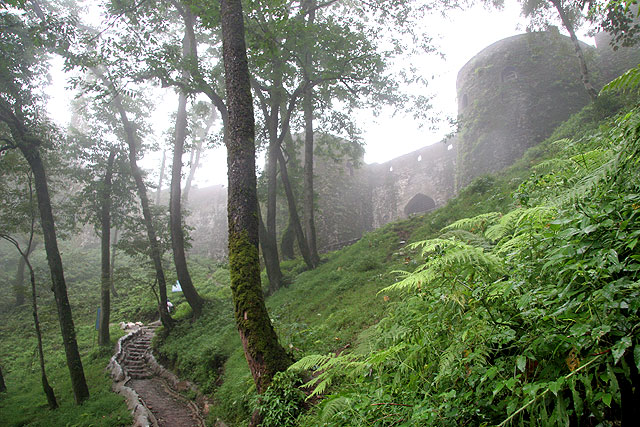
Rudkhan5
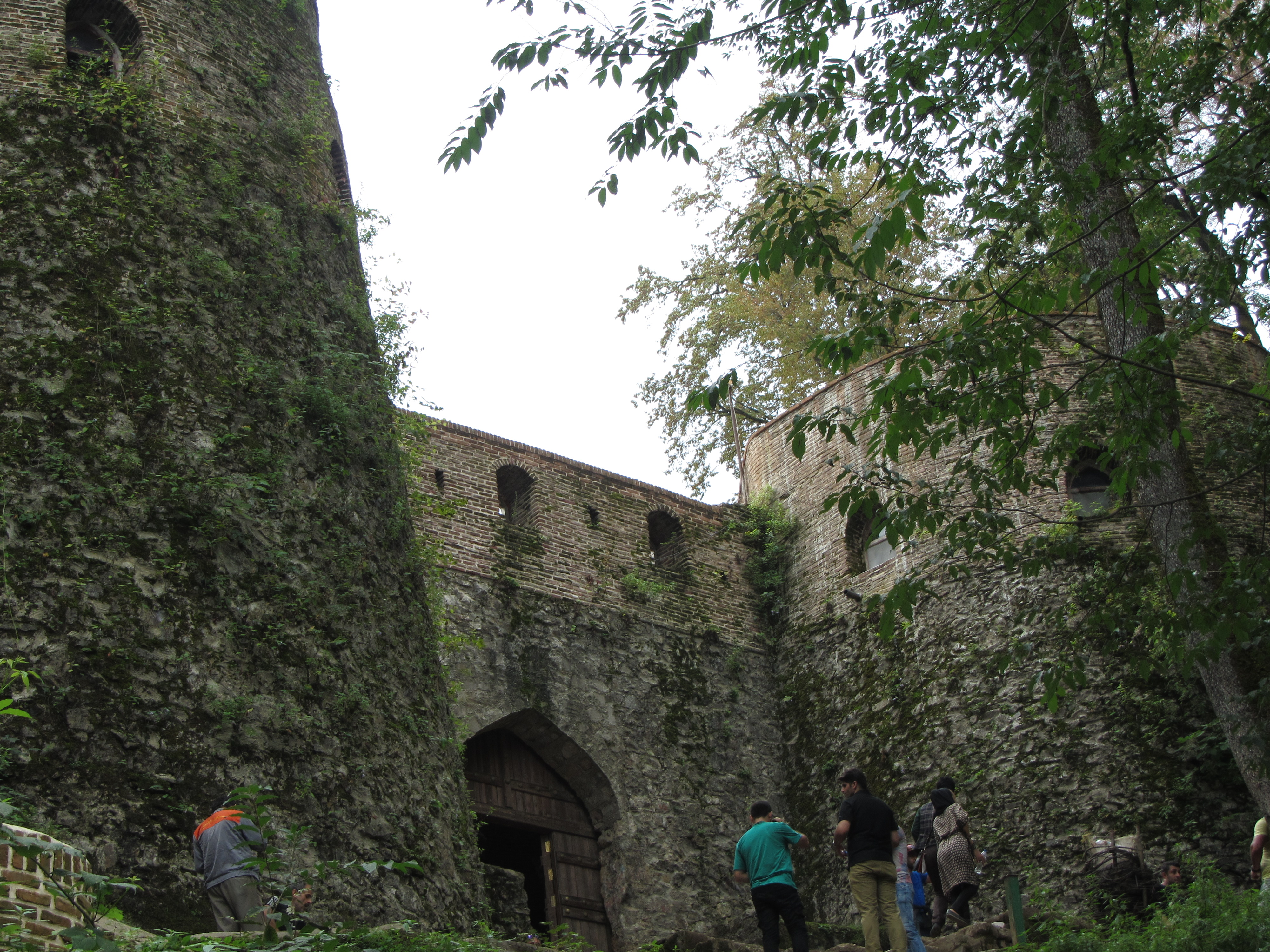
Ghaleh-Rudkhan (1)
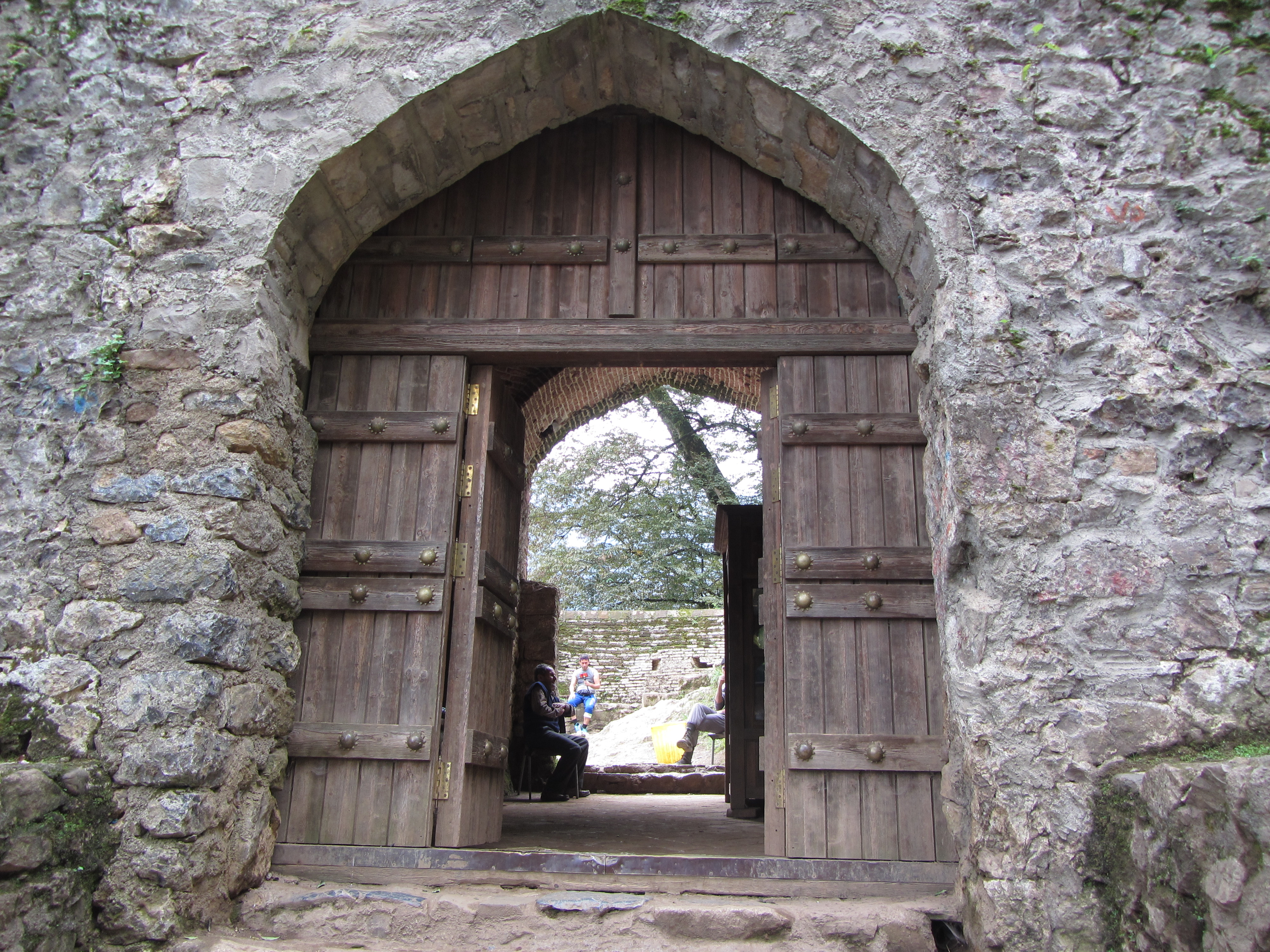
Ghaleh-Rudkhan (2)
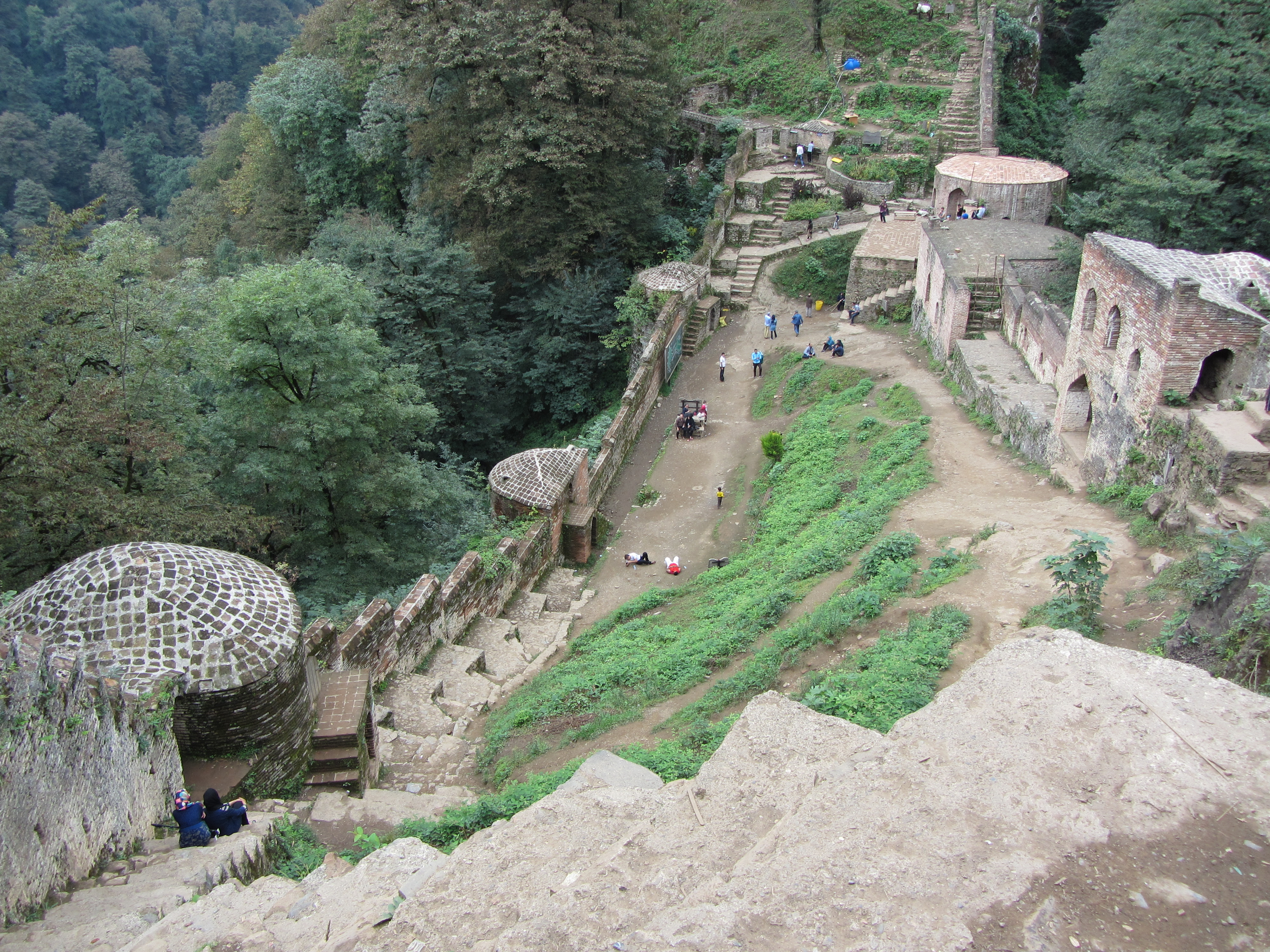
Ghaleh-Rudkhan (3)
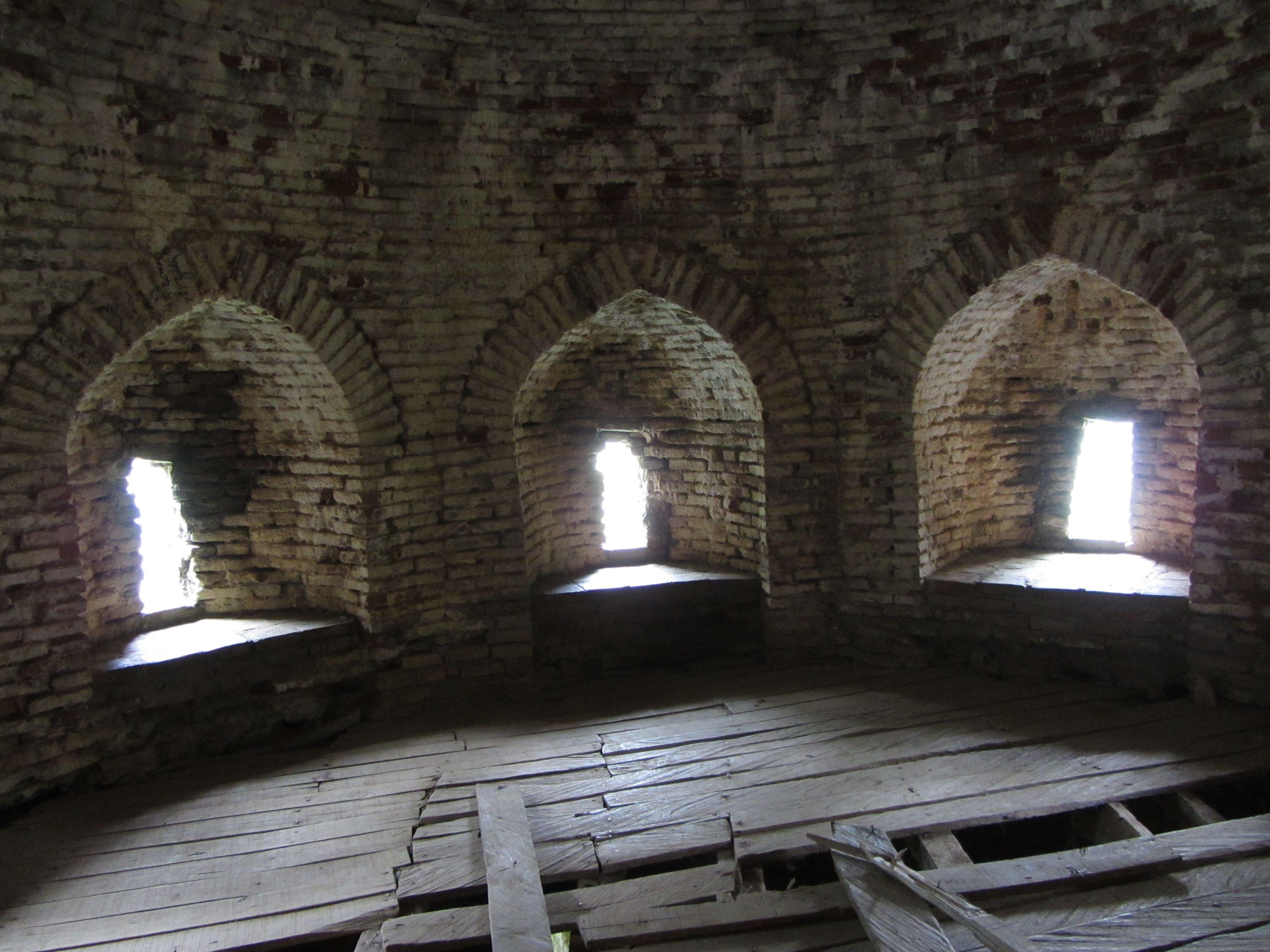
Ghaleh-Rudkhan (4)
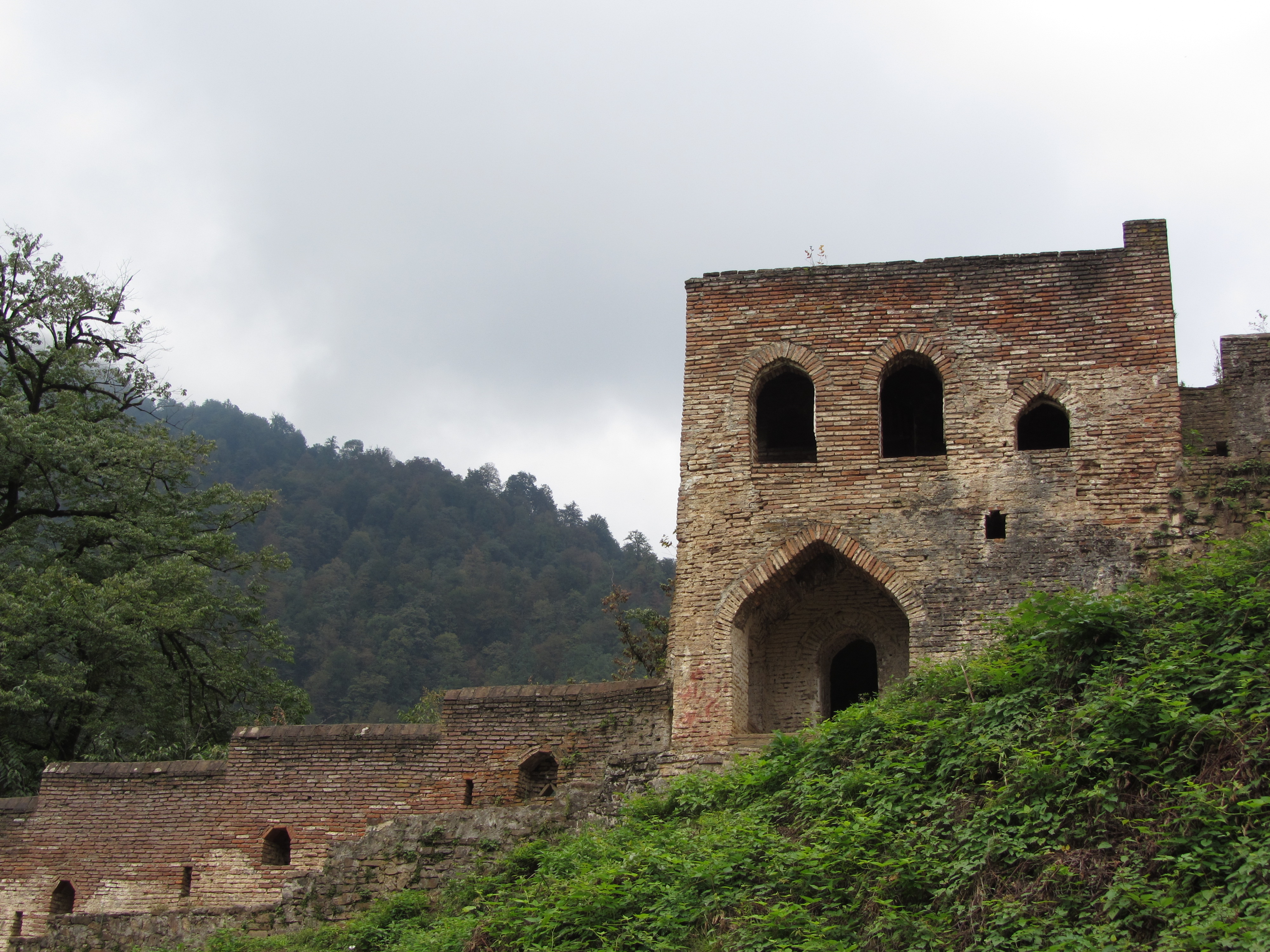
Ghaleh-Rudkhan (5)
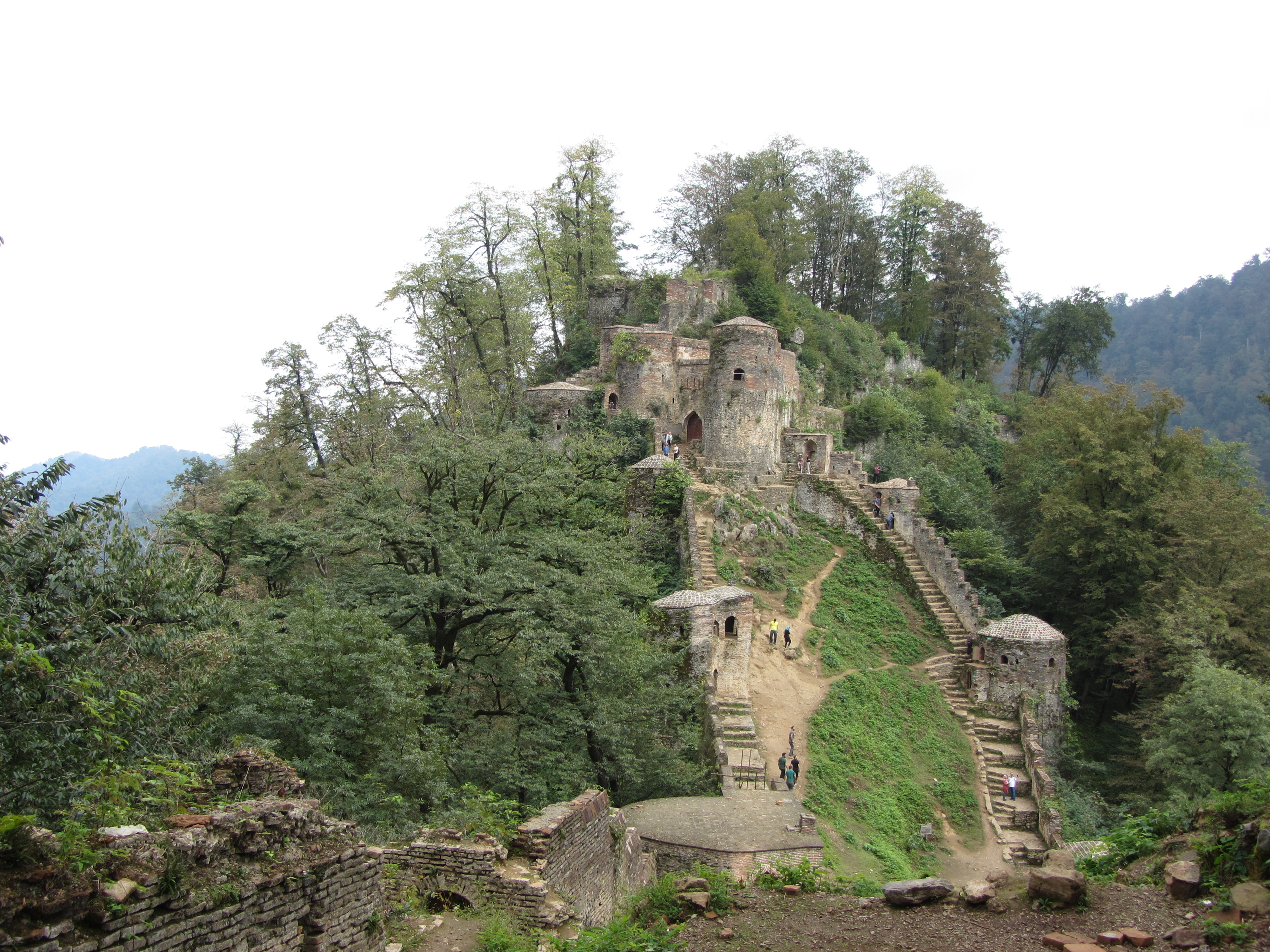
Ghaleh-Rudkhan (6)
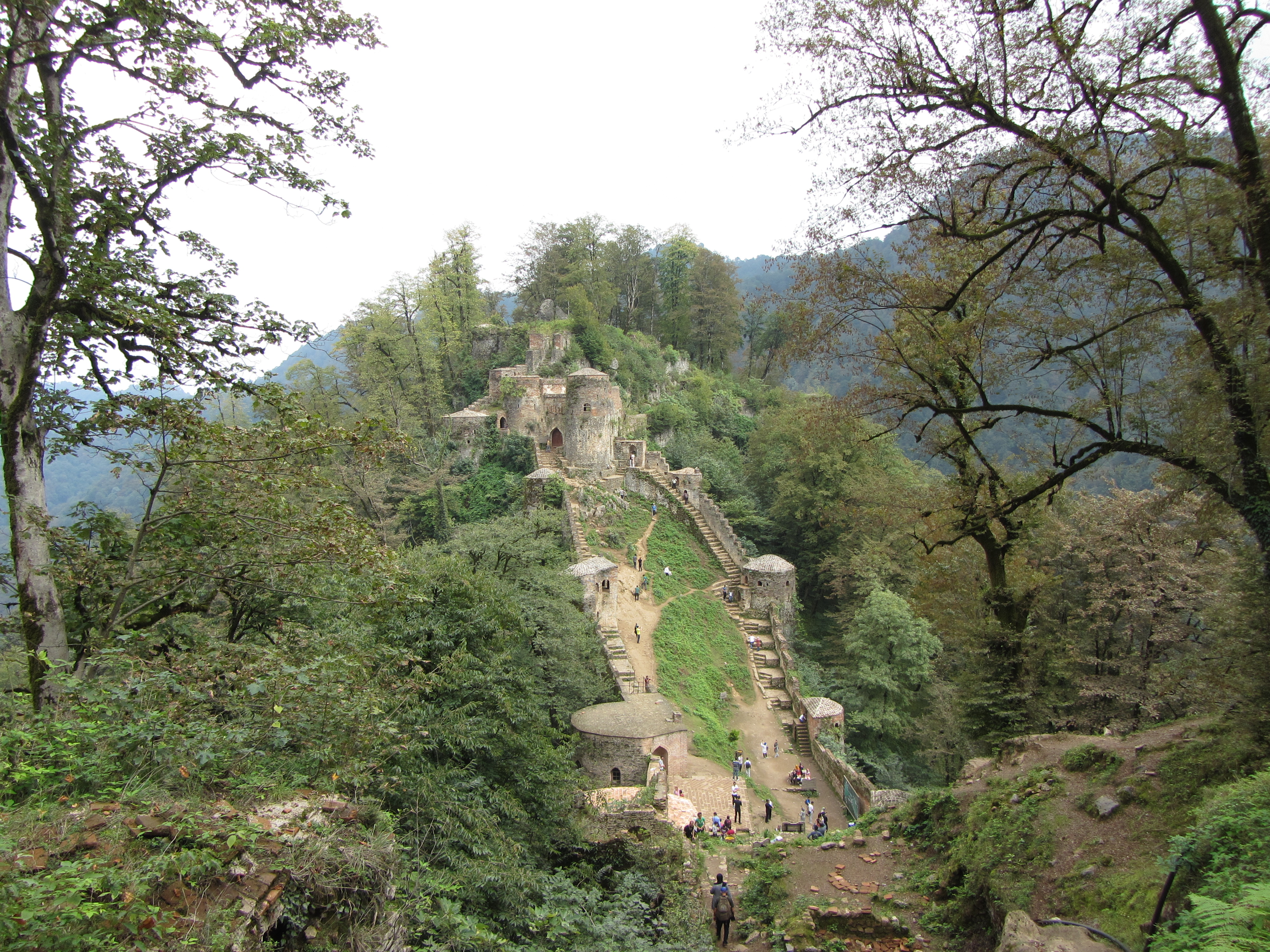
Ghaleh-Rudkhan (7)
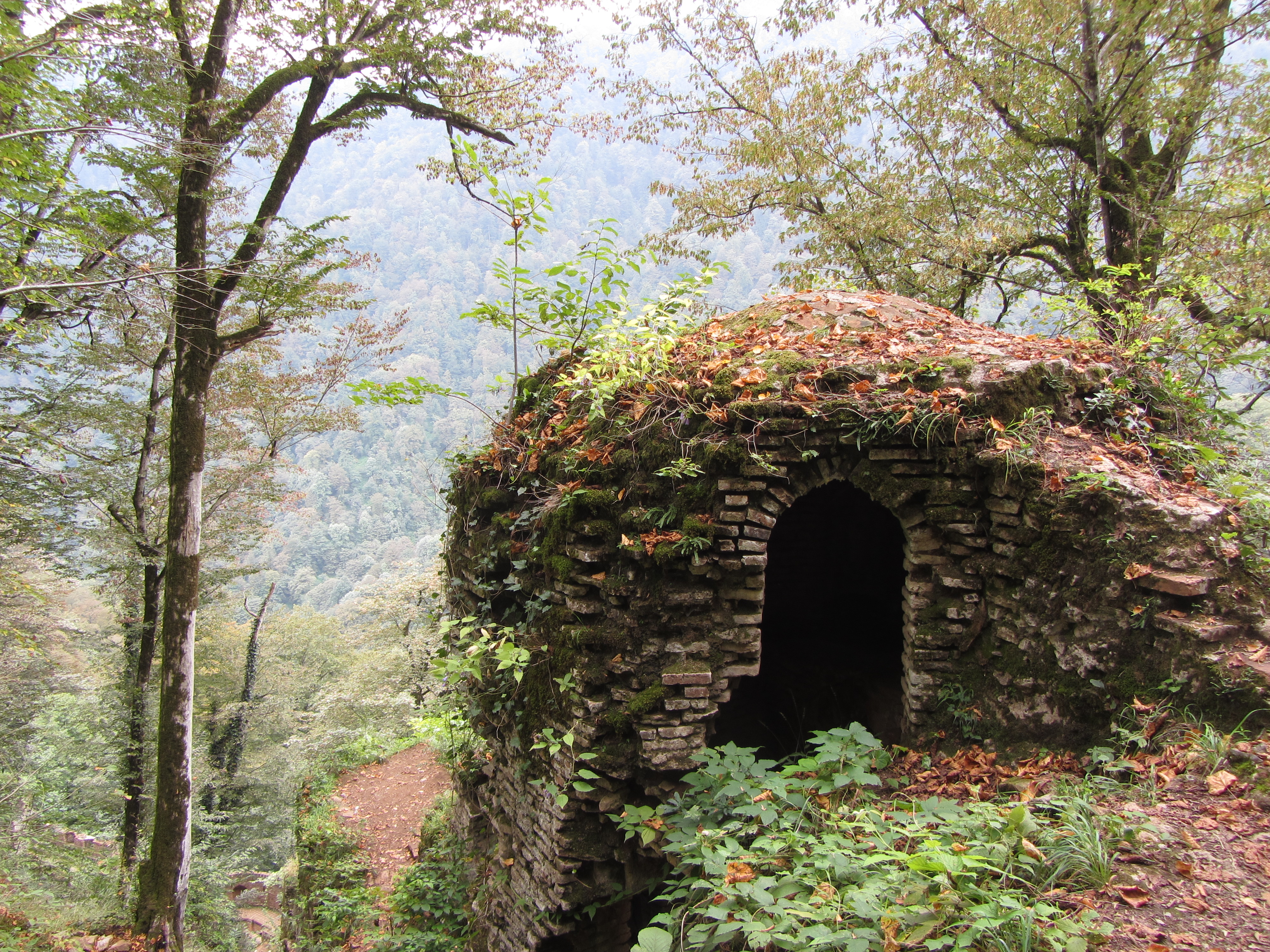
Ghaleh-Rudkhan (8)
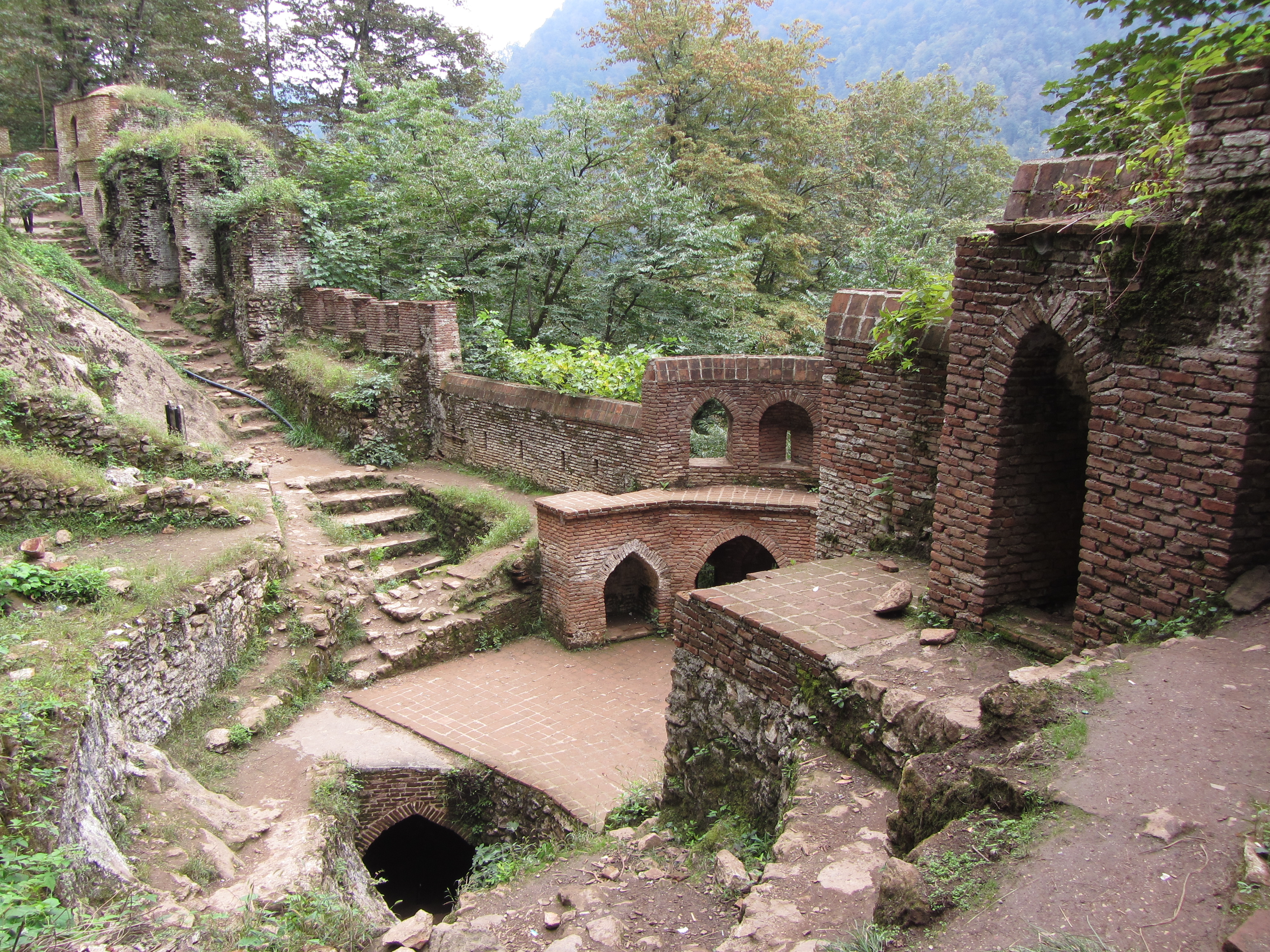
Ghaleh-Rudkhan (9)
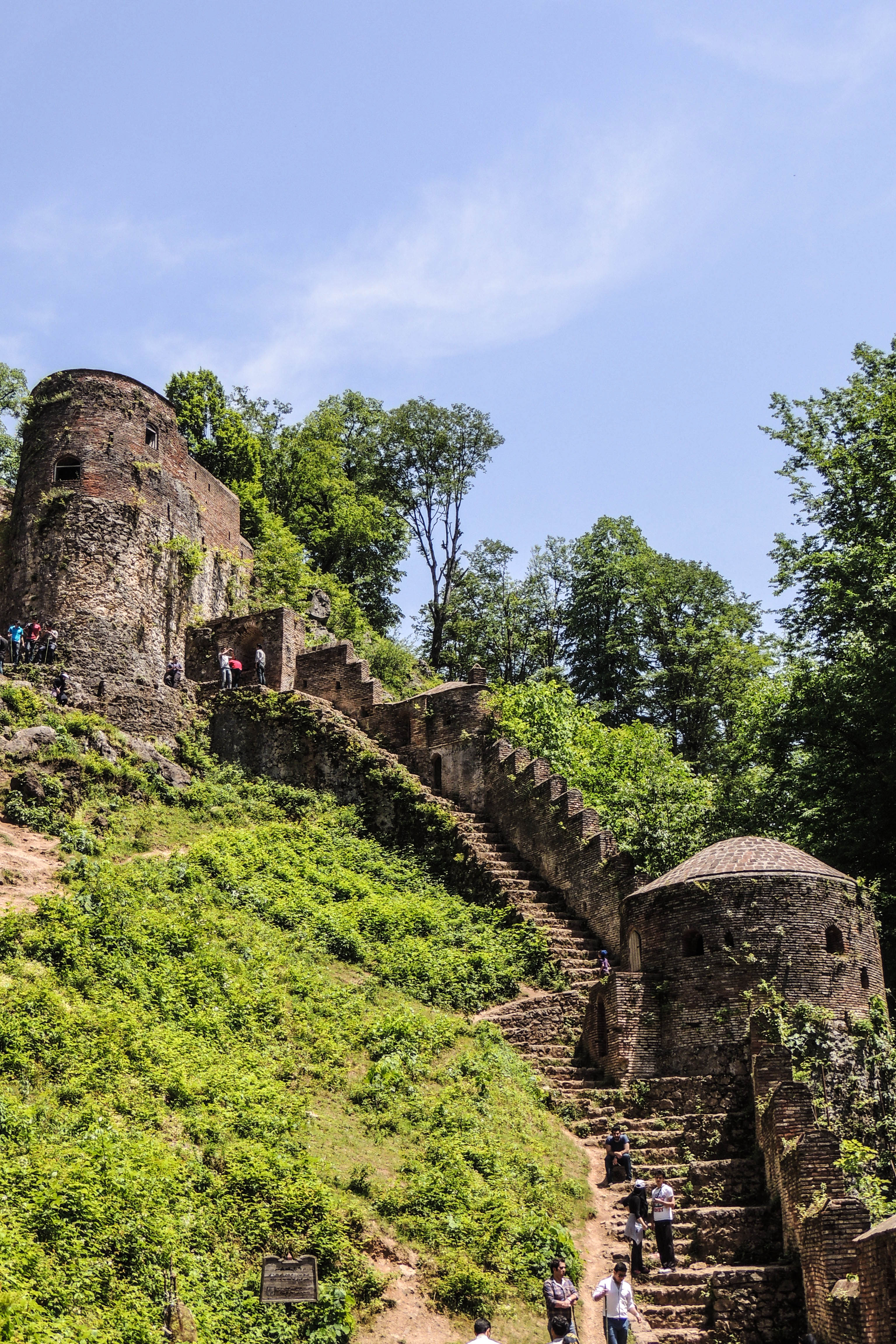
Rudkhan Castle by Mardetanha in guilan (10)
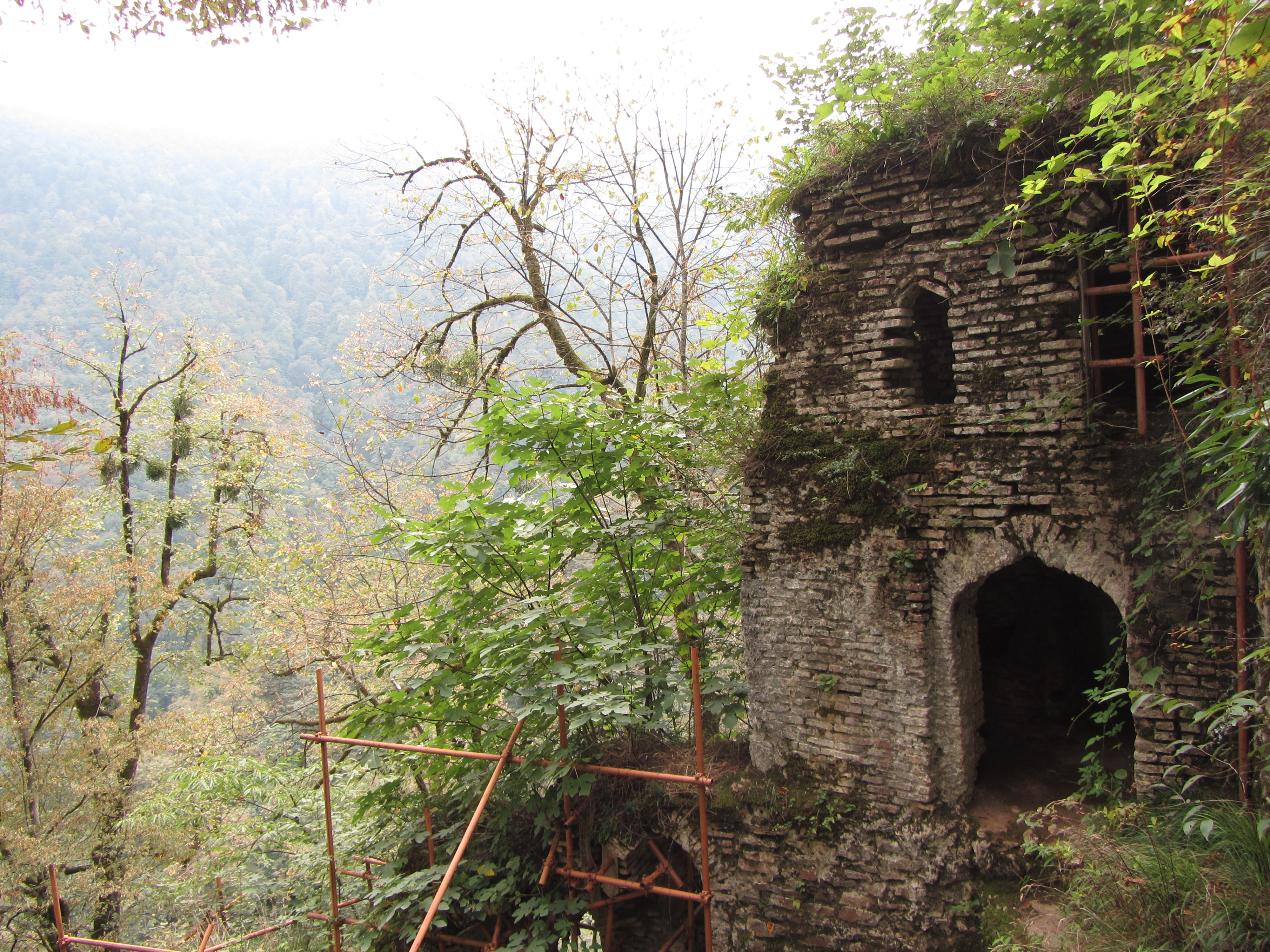
Ghaleh-Rudkhan (11)
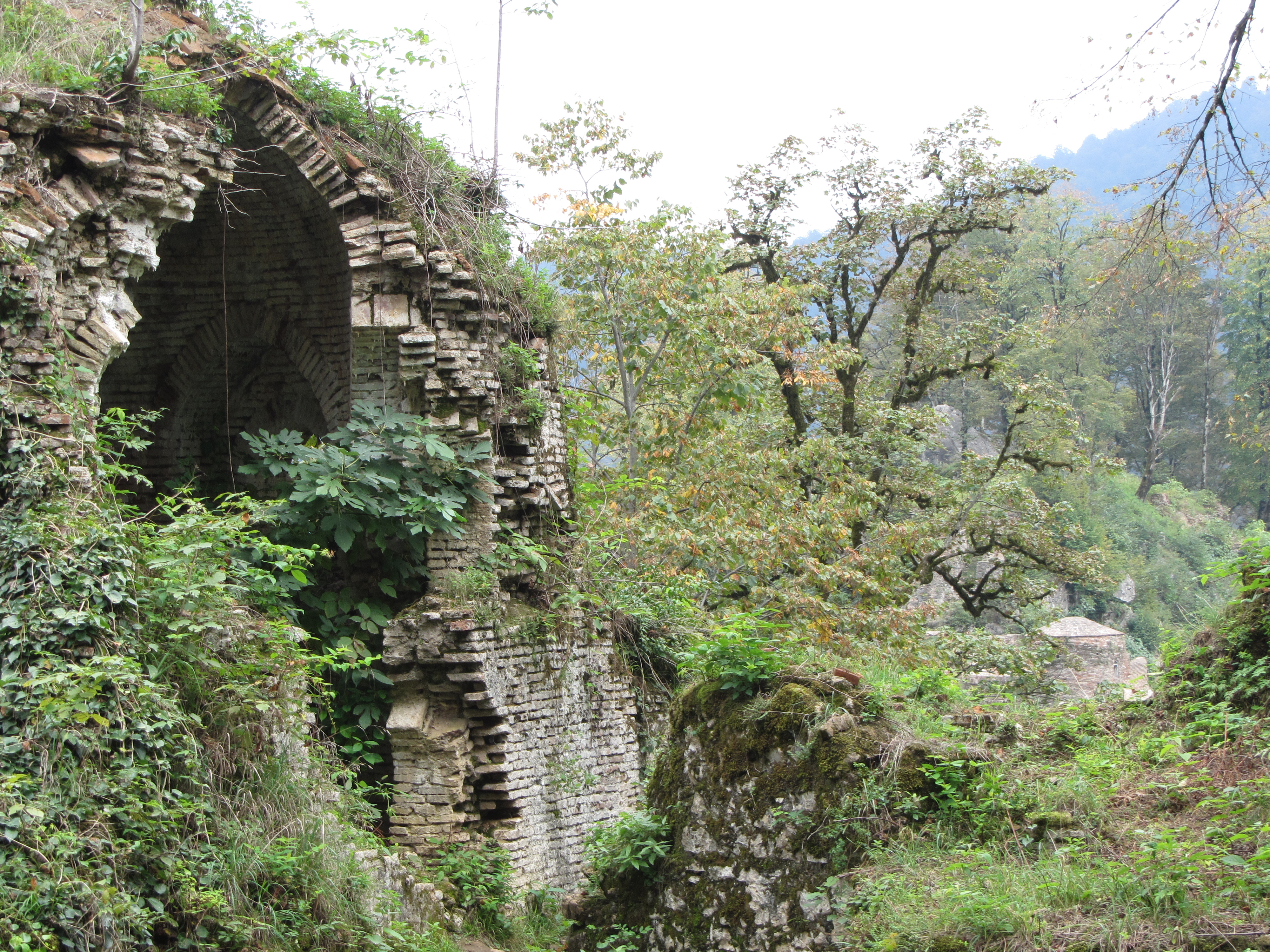
Ghaleh-Rudkhan (12)
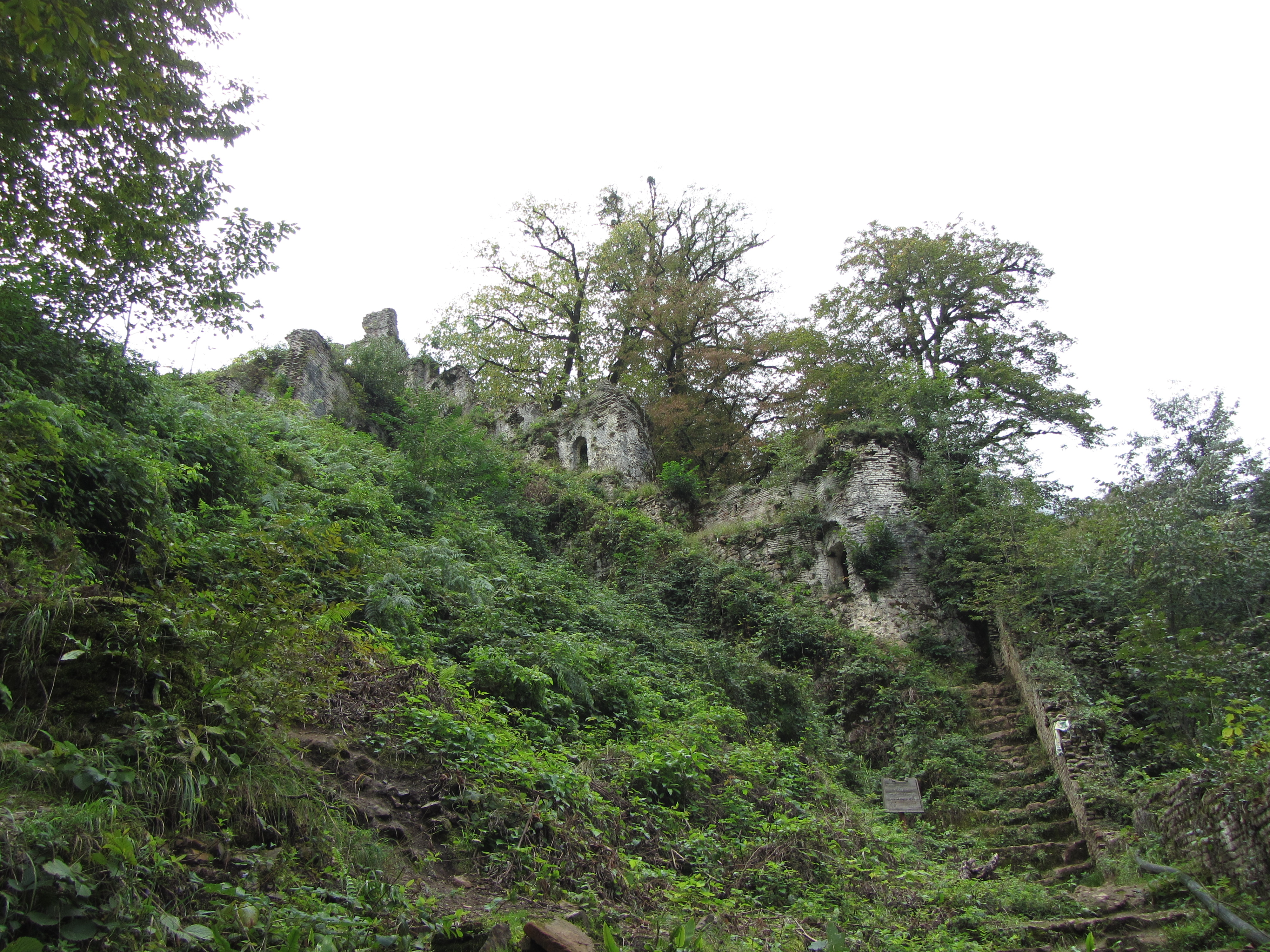
Ghaleh-Rudkhan (13)
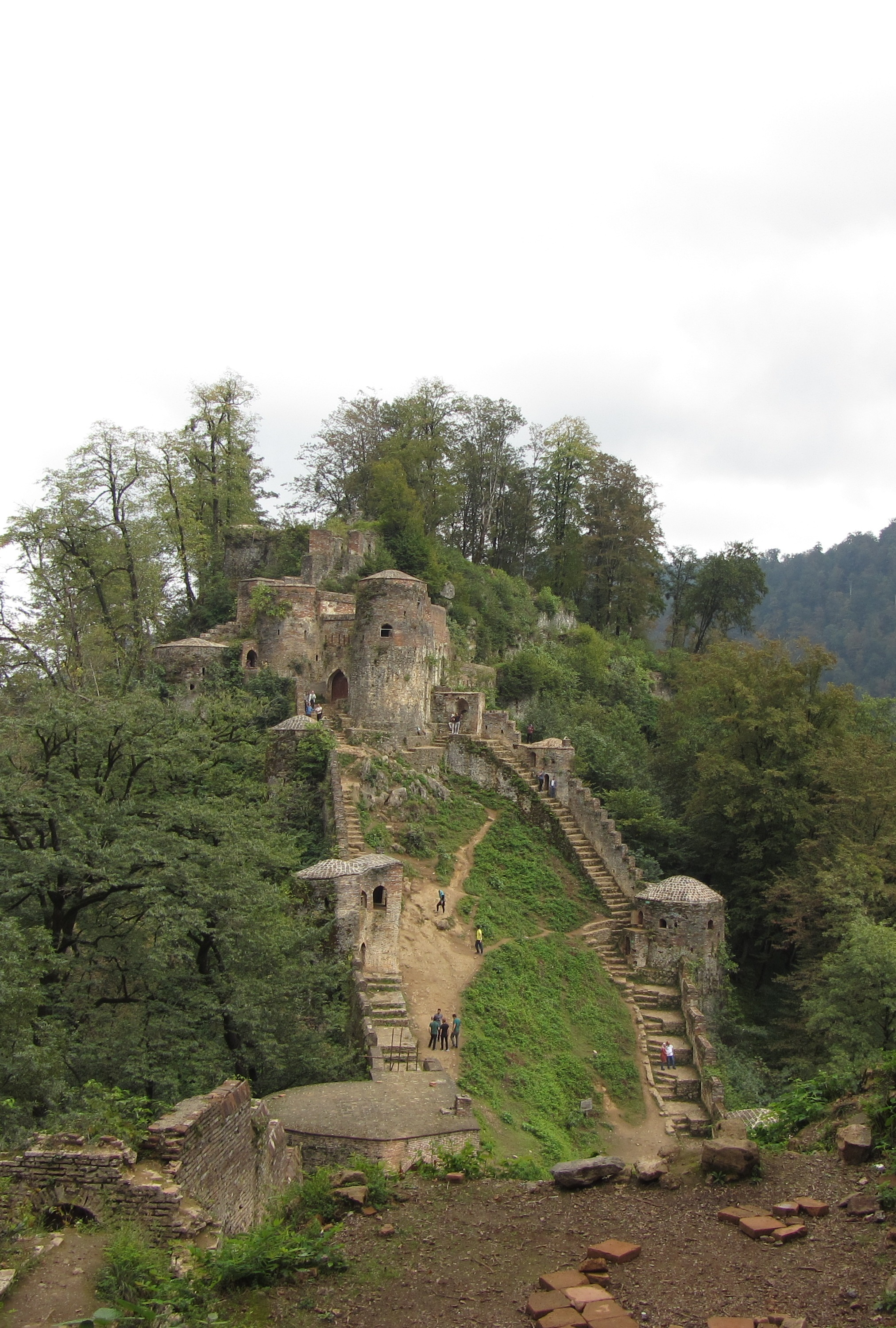
Ghaleh-Rudkhan (0)
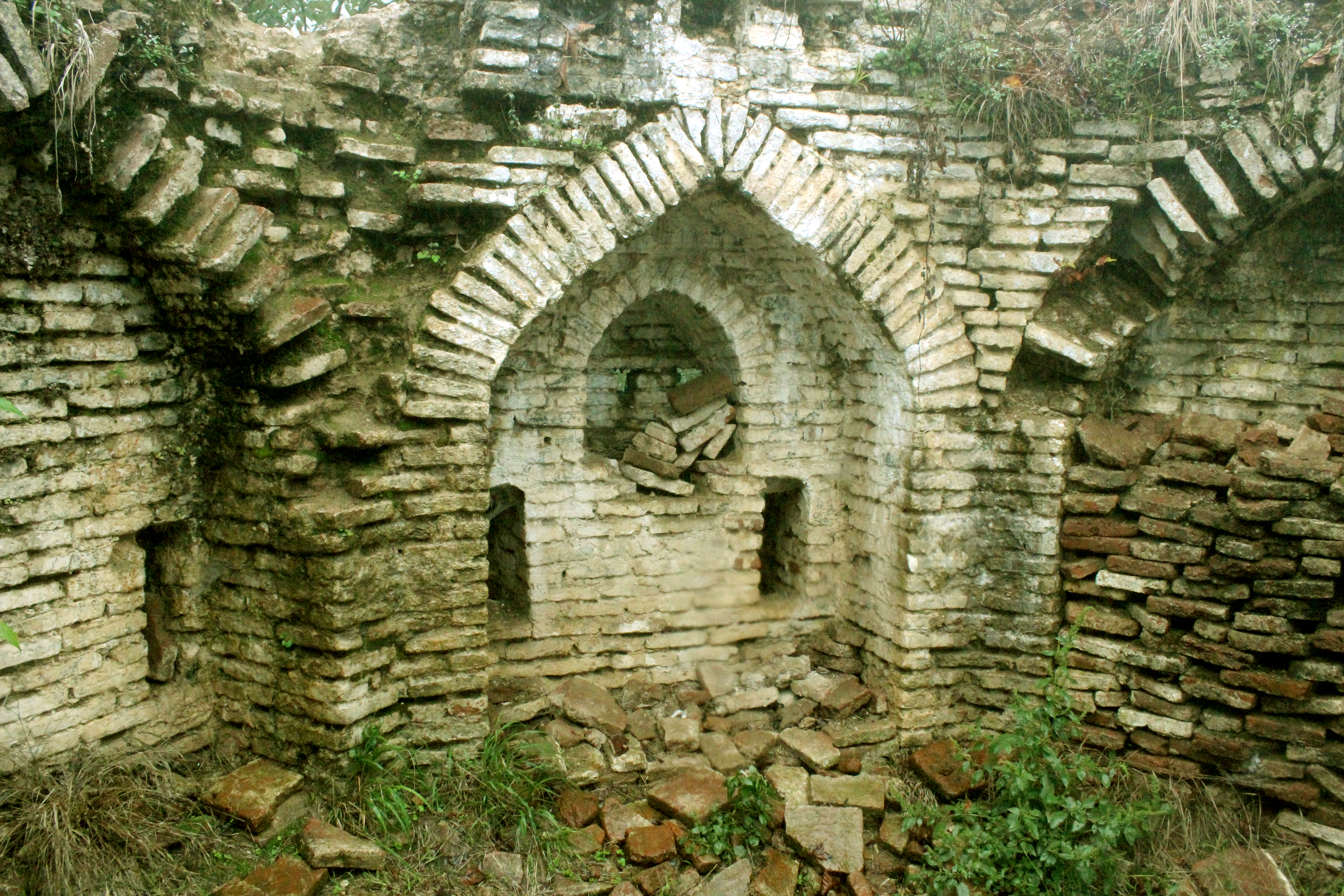
Rudkhan castle ( shah neshin )
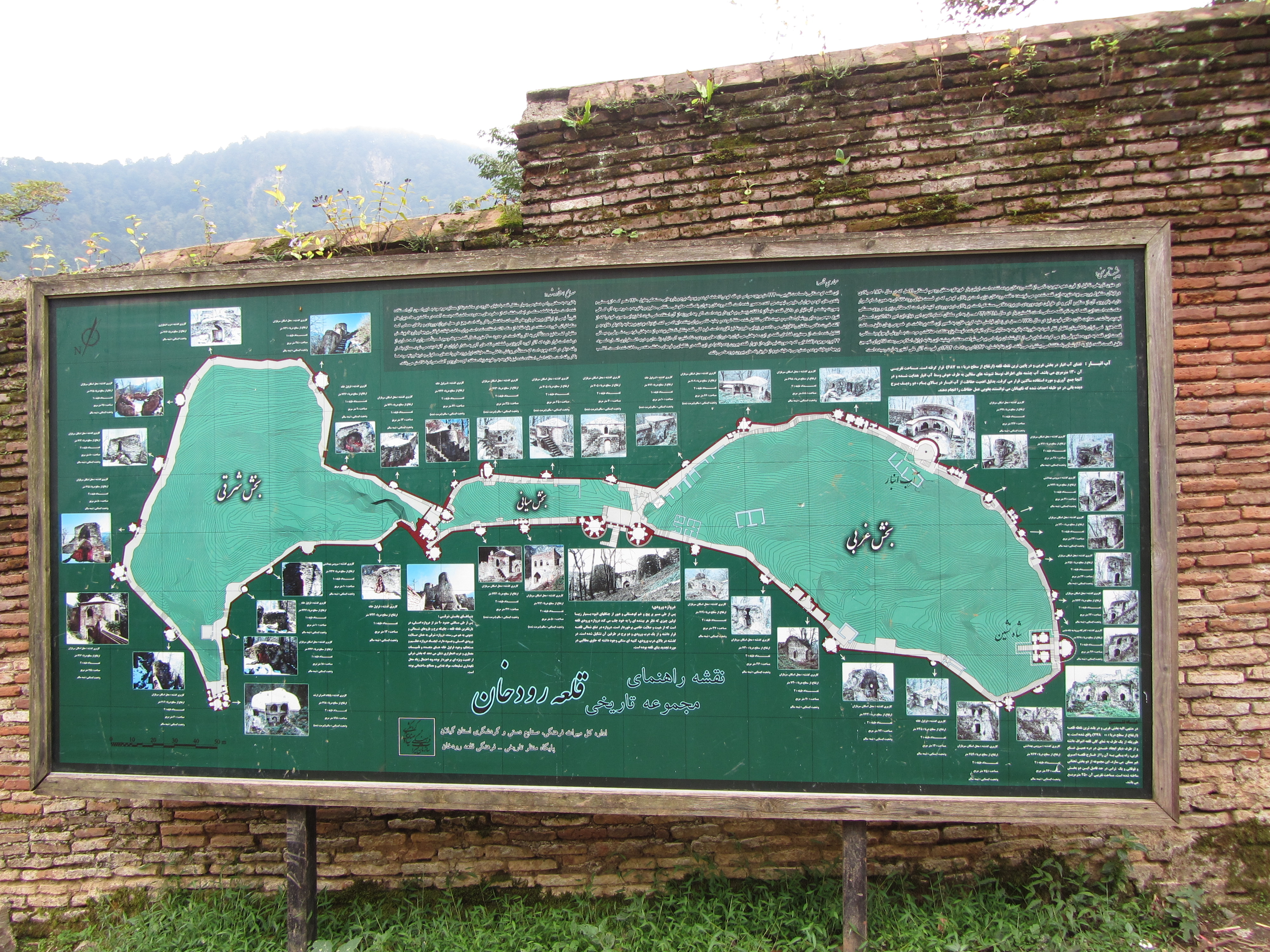
Ghaleh-Rudkhan
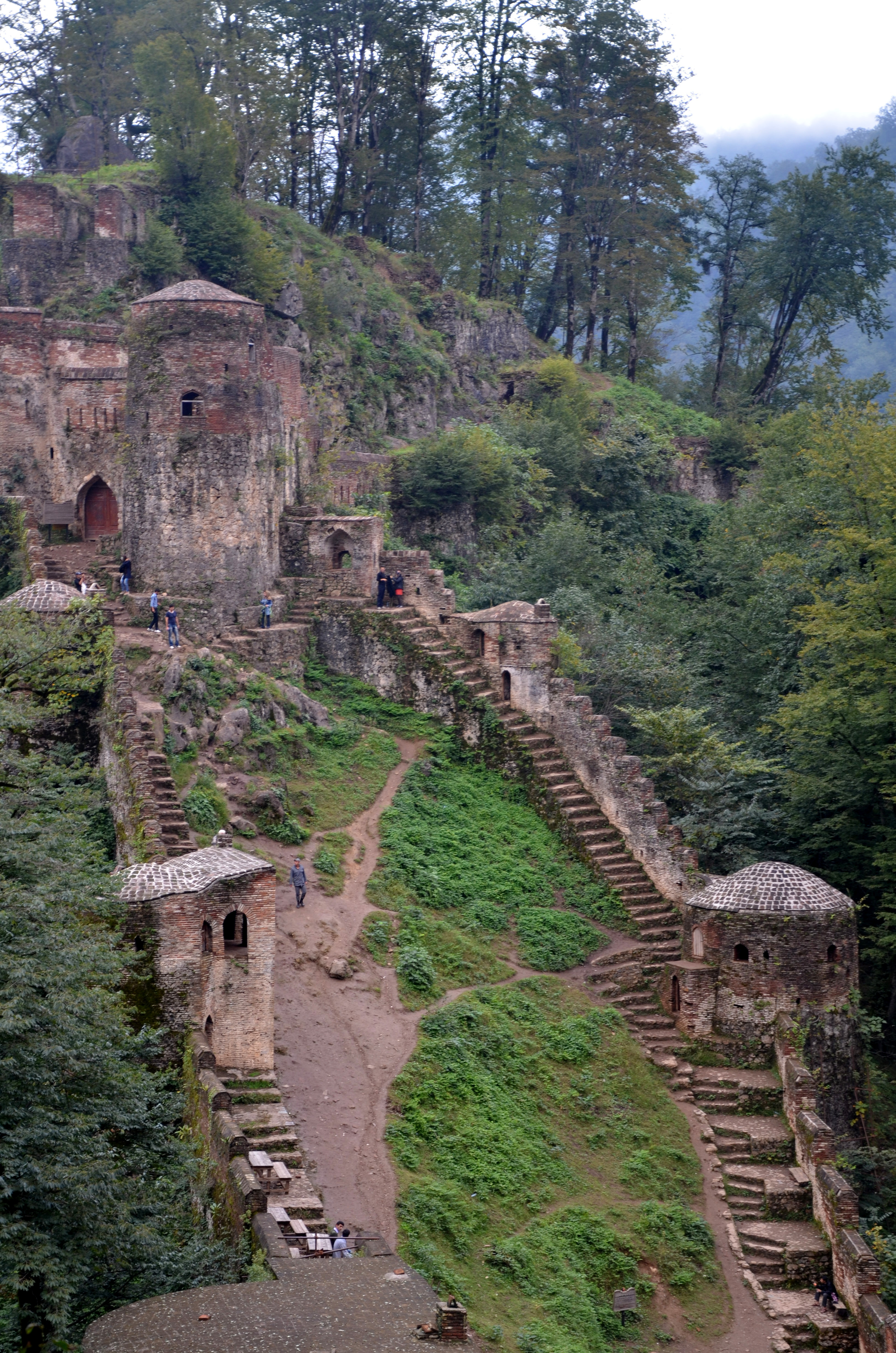
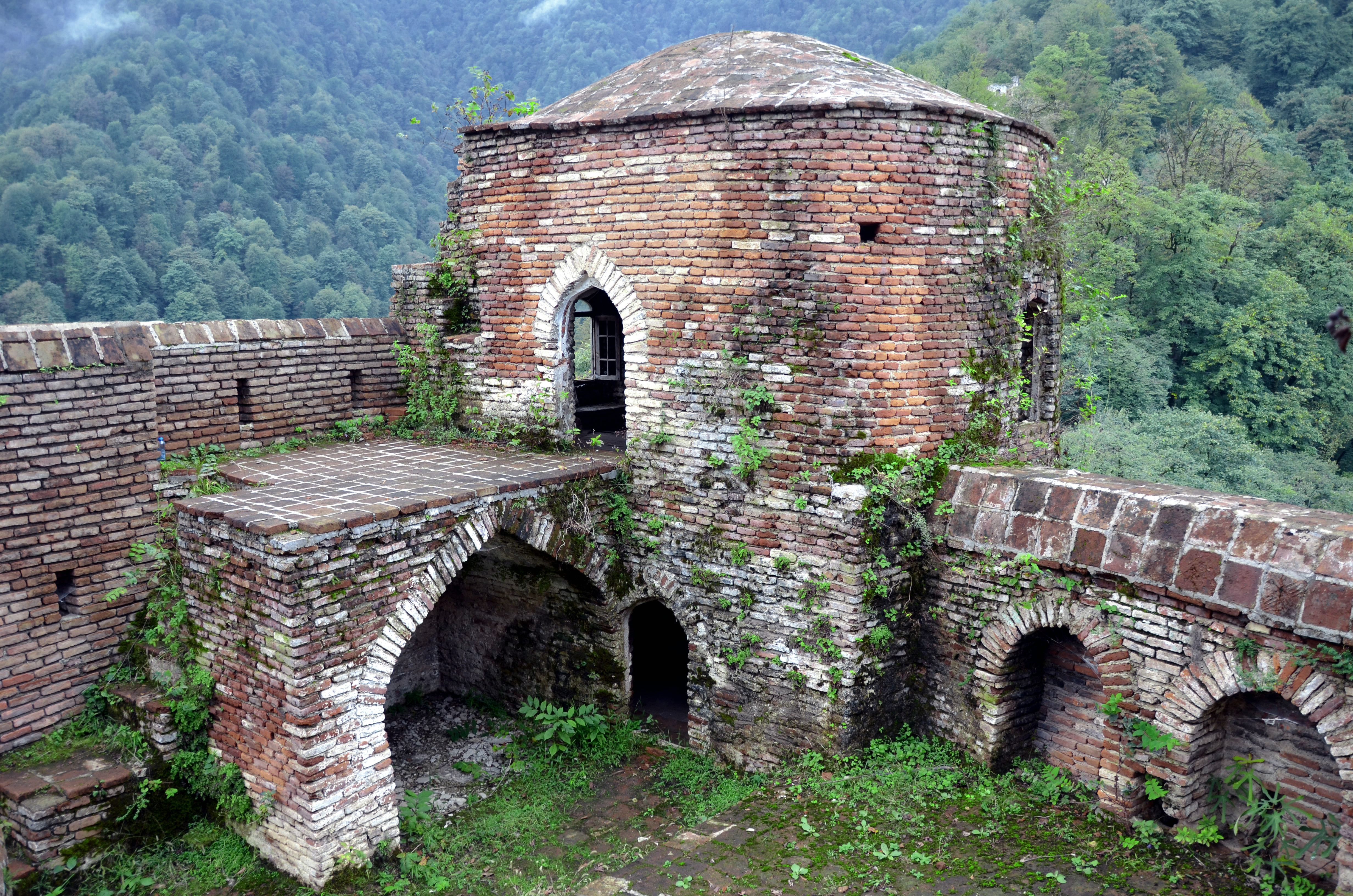
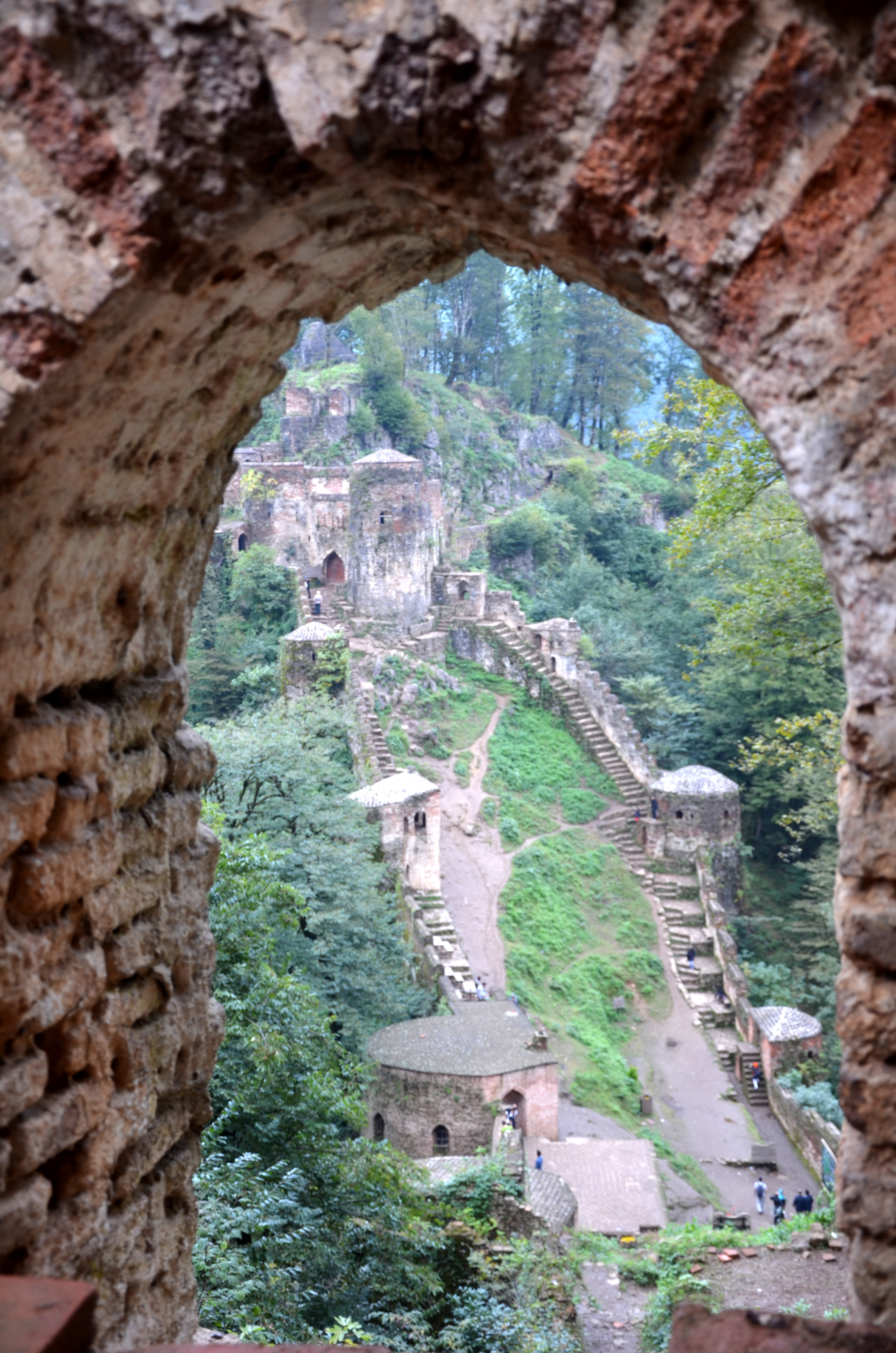
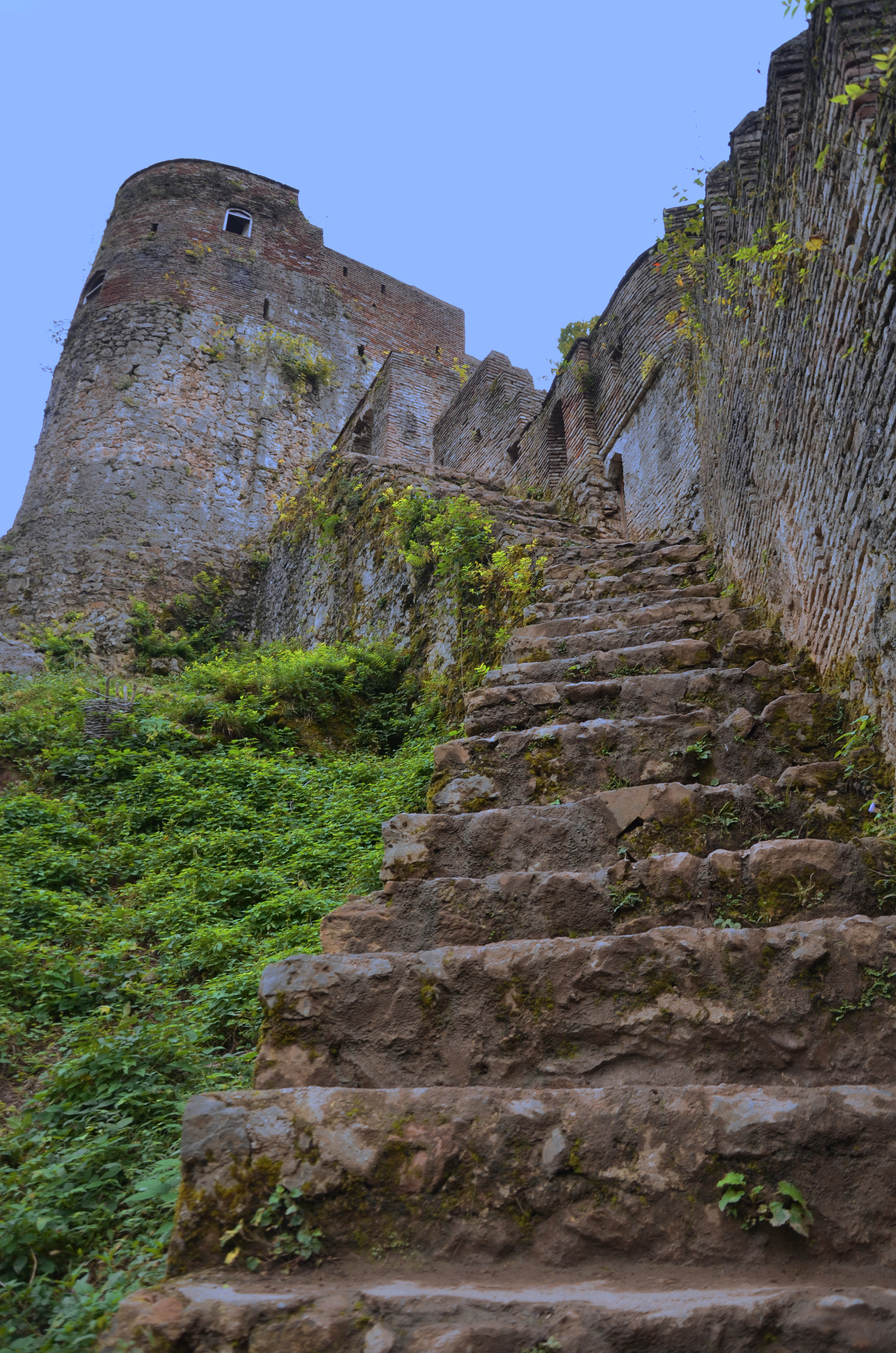
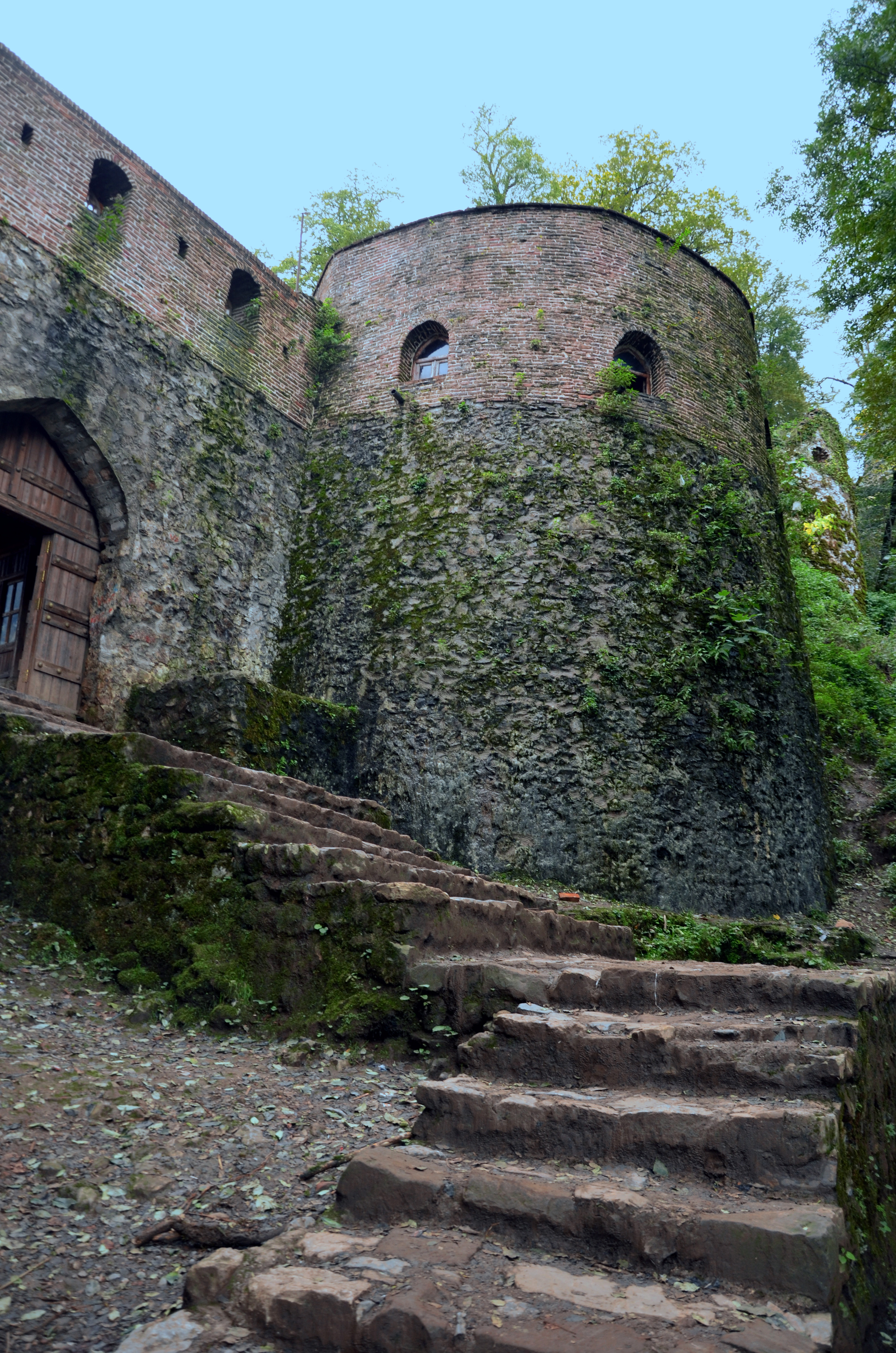